# Personaggi di Mortal Kombat
La serie di videogiochi Mortal Kombat presenta oltre 70 personaggi originali. Nei vari titoli della serie sono comunque apparsi come lottatori alcuni personaggi tratti da film d'azione o horror.

## Tabella apparizioni

### Legenda
personaggio giocabile

DLC: contenuto scaricabile

K: Kameo in gioco, relativo a MK1 (2023)

     Giocabile tramite glitch o codice
     Cameo/non giocabile
     Menzionato
| Personaggio    | MK     | MKII | MK3 UMK3 | MKT | MK4 MKG | MK:DA | MK:D MK:U | MK:A              | MK vs. DC | MK9 | MKX         | MK11 | MK1       |
| -------------- | ------ | ---- | -------- | --- | ------- | ----- | --------- | ----------------- | --------- | --- | ----------- | ---- | --------- |
| Ashrah         |        |      |          |     |         |       | Si        | Si                |           |     |             |      | Si        |
| Baraka         |        | Si   |          | Si  | Si      |       | Si        | Si                | Si        | Si  |             | Si   | Si        |
| Blaze          |        |      |          |     |         | Si    |           | Si                |           |     |             |      |           |
| Bo' Rai Cho    |        |      |          |     |         | Si    | Si        | Si                |           |     | DLC         |      |           |
| Cassie Cage    |        |      |          |     |         |       |           |                   |           |     | Si          | Si   |           |
| Cetrion        |        |      |          |     |         |       |           |                   |           |     |             | Si   |           |
| Chameleon      |        |      |          | Si  |         |       |           | Si                |           |     |             |      |           |
| Cyber Smoke    |        |      | Si       | Si  |         |       | Si        | Si                |           |     | Triborg     |      |           |
| Cyber Sub-Zero |        |      |          |     |         |       |           |                   |           | Si  | Triborg     |      |           |
| Cyrax          |        |      | Si       | Si  | Si      | Si    |           | Si                |           | Si  | Triborg     |      | K, DLC    |
| D'Vorah        |        |      |          |     |         |       |           |                   |           |     | Si          | Si   |           |
| Daegon         |        |      |          |     |         |       |           | Si                |           |     |             |      |           |
| Dairou         |        |      |          |     |         |       | Si        | Si                |           |     |             |      |           |
| Darrius        |        |      |          |     |         |       | Si        | Si                |           |     |             |      | K         |
| Drahmin        |        |      |          |     |         | Si    |           | Si                |           |     |             |      |           |
| Ermac          |        |      | Si       | Si  |         |       | Si        | Si                |           | Si  | Si          |      | DLC       |
| Erron Black    |        |      |          |     |         |       |           |                   |           |     | Si          | Si   |           |
| Ferra/Torr     |        |      |          |     |         |       |           |                   |           |     | Si          |      | K (Ferra) |
| Floyd          |        |      |          |     |         |       |           |                   |           |     |             |      |           |
| Frost          |        |      |          |     |         | Si    | Si        | Si                |           |     |             | Si   | K         |
| Fujin          |        |      |          |     | Si      |       |           | Si                |           |     |             | DLC  |           |
| Geras          |        |      |          |     |         |       |           |                   |           |     |             | Si   | Si        |
| Goro           |        |      |          | Si  | Si      |       | Si        | Si                |           | Si  | DLC         |      | K         |
| Havik          |        |      |          |     |         |       | Si        | Si                |           |     |             |      | Si        |
| Hotaru         |        |      |          |     |         |       | Si        | Si                |           |     |             |      |           |
| Hsu Hao        |        |      |          |     |         | Si    |           | Si                |           |     |             |      |           |
| Jacqui Briggs  |        |      |          |     |         |       |           |                   |           |     | Si          | Si   |           |
| Jade           |        |      |          | Si  |         |       | Si        | Si                |           | Si  | solo mobile | Si   |           |
| Janet Cage     |        |      |          |     |         |       |           |                   |           |     |             |      | K         |
| Jarek          |        |      |          |     | Si      |       |           | Si                |           |     |             |      |           |
| Jax            |        | Si   | Si       | Si  | Si      | Si    |           | Si                | Si        | Si  | Si          | Si   | K         |
| Johnny Cage    | Si     | Si   |          | Si  | Si      | Si    |           | Si                |           | Si  | Si          | Si   | Si        |
| Kabal          |        |      | Si       | Si  |         |       | Si        | Si                |           | Si  |             | Si   |           |
| Kai            |        |      |          |     | Si      |       |           | Si                |           |     |             |      |           |
| Kano           | Si     |      | Si       | Si  |         | Si    |           | Si                | Si        | Si  | Si          | Si   | K         |
| Kenshi         |        |      |          |     |         | Si    | Si        | Si                |           | DLC | Si          |      | Si        |
| Khameleon      |        |      |          | Si  |         |       |           | Si                |           |     |             |      | K         |
| Kintaro        |        |      |          | Si  |         |       |           | Si                |           |     | solo mobile |      |           |
| Kira           |        |      |          |     |         |       | Si        | Si                |           |     |             |      |           |
| Kitana         |        | Si   |          | Si  |         | Si    |           | Si                | Si        | Si  | Si          | Si   | Si        |
| Kobra          |        |      |          |     |         |       | Si        | Si                |           |     |             |      |           |
| Kollector      |        |      |          |     |         |       |           |                   |           |     |             | Si   |           |
| Kotal Kahn     |        |      |          |     |         |       |           |                   |           |     | Si          | Si   |           |
| Kronika        |        |      |          |     |         |       |           |                   |           |     |             |      |           |
| Kung Jin       |        |      |          |     |         |       |           |                   |           |     | Si          |      |           |
| Kung Lao       |        | Si   | Si       | Si  | Si      | Si    |           | Si                |           | Si  | Si          | Si   | Si        |
| Kurtis Stryker |        |      | Si       | Si  |         |       |           | Si                |           | Si  |             |      | K         |
| Li Mei         |        |      |          |     |         | Si    | Si        | Si                |           |     |             |      | Si        |
| Liu Kang       | Si     | Si   | Si       | Si  | Si      |       | Si        | (Versione Zombie) | Si        | Si  | Si          | Si   | Si        |
| Madam Bo       |        |      |          |     |         |       |           |                   |           |     |             |      | K         |
| Mavado         |        |      |          |     |         | Si    |           | Si                |           |     |             |      | K         |
| Meat           |        |      |          |     | Si      |       |           | Si                |           |     |             |      |           |
| Mileena        |        | Si   |          | Si  |         |       | Si        | Si                |           | Si  | Si          | DLC  | Si        |
| Mokap          |        |      |          |     |         | Si    |           | Si                |           |     |             |      |           |
| Moloch         |        |      |          |     |         |       |           | Si                |           |     |             |      |           |
| Motaro         |        |      |          | Si  |         |       |           | Si                |           |     |             |      |           |
| Nightwolf      |        |      | Si       | Si  |         |       | Si        | Si                |           | Si  |             | DLC  |           |
| Nitara         |        |      |          |     |         | Si    |           | Si                |           |     |             |      | Si        |
| Noob Saibot    | Bi-Han |      |          | Si  | Si      |       | Si        | Si                |           | Si  |             | Si   | DLC       |
| Onaga          |        |      |          |     |         |       |           | Si                |           |     |             |      |           |
| Quan Chi       |        |      |          |     | Si      | Si    |           | Si                |           | Si  | Si          |      | DLC       |
| Raiden         | Si     | Si   |          | Si  | Si      | Si    | Si        | Si                | Si        | Si  | Si          | Si   | Si        |
| Rain           |        |      |          | Si  |         |       |           | Si                |           | DLC |             | DLC  | Si        |
| Reiko          |        |      |          |     | Si      |       |           | Si                |           |     |             |      | Si        |
| Reptile        |        | Si   |          | Si  | Si      | Si    |           | Si                |           | Si  | Si          |      | Si        |
| Sareena        |        |      |          |     |         |       |           | Si                |           |     |             |      | K         |
| Scorpion       | Si     | Si   | Si       | Si  | Si      | Si    | Si        | Si                | Si        | Si  | Si          | Si   | Si        |
| Sektor         |        |      | Si       | Si  | Si      |       |           | Si                |           | Si  | Triborg     |      | K, DLC    |
| Shang Tsung    |        | Si   | Si       | Si  |         | Si    |           | Si                | Si        | Si  |             | DLC  | DLC       |
| Shao Kahn      |        |      |          | Si  |         |       | Si        | Si                | Si        | Si  |             | DLC  |           |
| Sheeva         |        |      | Si       | Si  |         |       |           | Si                |           | Si  |             | DLC  |           |
| Shinnok        |        |      |          |     | Si      |       |           | Si                |           |     | Si          |      |           |
| Shujinko       |        |      |          |     |         |       | Si        | Si                |           |     |             |      |           |
| Skarlet        |        |      |          |     |         |       |           |                   |           | DLC |             | Si   |           |
| Sindel         |        |      | Si       | Si  |         |       | Si        | Si                |           | Si  |             | DLC  |           |
| Smoke          |        |      | Si       | Si  |         |       | Si        |                   |           | Si  |             |      | Si        |
| Sonya Blade    | Si     |      | Si       | Si  | Si      | Si    |           | Si                | Si        | Si  | Si          | Si   | K         |
| Sub-Zero       | Si     | Si   | Si       | Si  | Si      | Si    | Si        | Si                | Si        | Si  | Si          | Si   | Si        |
| Takeda         |        |      |          |     |         |       |           |                   |           |     | Si          |      | DLC       |
| Tanya          |        |      |          |     | Si      |       | Si        | Si                |           |     | DLC         |      | Si        |
| Taven          |        |      |          |     |         |       |           | Si                |           |     |             |      |           |
| Tremor         |        |      |          |     |         |       |           |                   |           |     | DLC         |      | K         |
| Triborg        |        |      |          |     |         |       |           |                   |           |     | DLC         |      |           |

Note
- Noob – Smoke è l'omonimo duo composto (Noob Saibot e Cyber Smoke) in Mortal Kombat: Deception e ... Unchained, si giocano contemporaneamente, alternando i relativi stili di lotta e/o eseguendo lunghe combo.
- Triborg, personaggio apparso solo in Mortal Kombat X, è un insieme di 4 personaggi in uno, ovvero Cyrax, Sektor, Smoke e Sub-Zero, tutti in versione cyborg.
- Personaggi minori/non giocabili in nessun episodio della saga:

Kharon, Kronika, Kia, No Face, Jataaka, Tasia, Quinn, Monster, il grande Kung Lao, Delia, Kahil Grigesh, Ruutuu, Dark Khan, Kochal, Gran maestro Lin Kuei, Apep, Argus, Baphomet, Belokk, Braan, Caro, il regista, il boia, il dio dell'acqua' il Dio del fuoco, il Dio della terra, Serpente gigante, Governatore Tallen, Hachiman, Herald, Hydro, bestie di ghiaccio, Jerrod, i Custodi, Re Gorbak, Alberi viventi, Guardie mascherate, One Being (l'Unico Essere), il comandante Oni, Ori, Bestia infernale Orochi, Signore supremo Zeffeero, Quinn, Sacerdoti Oscuri, Statua colossale di Shao Khan, clone di Shinnok, Teschio infernale, Stunt Man, Tiamat, Wu Lae.

### Differenze nelle versioni dei titoli
Mortal Kombat
- Reptile non appare nelle versioni per console portatili.
- Johnny Cage non appare nella versione Game Boy.
- Kano non è presente in quella Game Gear.

Mortal Kombat 2
- Baraka, Johnny Cage, Kung Lao, Noob Saibot e Raiden sono assenti nelle versioni per console portatili.
- Kintaro non appare nella versione Game Boy.

Mortal Kombat 3
- Jax, Kung Lao, Liu Kang, Motaro, Nightwolf, Shang Tsung e Stryker non sono presenti nelle versioni per console portatili.
- Noob Saibot non appare nella versione Game Boy.

Ultimate Mortal Kombat 3
- Sheeva non è presente nelle versioni per console a 16-bit, sostituita da Noob Saibot e Rain.

Mortal Kombat Trilogy
- Chameleon, Goro, Kintaro, e le versioni "classiche" di Jax, Kano, Kung Lao e Raiden non sono presenti nella versione Nintendo 64, e le due versioni di Sub-Zero sono unificate in un'unica versione dotata di tutte le mosse.
- Khameleon è sostituita da Chameleon, sua versione maschile, nelle versioni PlayStation e Sega Saturn.

Mortal Kombat 4
- Goro non appare nella versione arcade.
- Goro, Jarek, Jax, Johnny Cage, Kai, Meat, Noob Saibot e Sonya non appaiono nella versione Game Boy Color.

Mortal Kombat: Deadly Alliance
- Blaze, Bo' Rai Cho, Drahmin, Hsu Hao, Johnny Cage, Mavado, Mokap, Moloch, Nitara, Raiden e Reptile non appaiono nella versione Game Boy Advance.

Mortal Kombat: Deception
- Goro e Shao Kahn appaiono solamente nella versione GameCube.

Mortal Kombat: Armageddon
- Khameleon appare solo nella versione Wii.

Mortal Kombat vs DC Universe
- Appaiono molti personaggi dei fumetti DC Comics che affrontano molti personaggi di Mortal Kombat 3.

Mortal Kombat IX
- Kratos è presente solo nella versione PlayStation 3.
- Goro è giocabile nella Torre delle Sfide.
- Shao Khan, Kintaro e Tremor sono giocabili solo in determinate missioni nella Seconda Torre delle Sfide, esclusiva nella versione PlayStation Vita.

Mortal Kombat X
- Kintaro e Jade sono giocabili solo nella versione mobile.

## Personaggi introdotti inMortal Kombat

### Goro
Guerriero molto potente di razza Shokan, possiede quattro braccia.

### Johnny Cage
Attore americano molto abile nelle arti marziali.

### Kano
Capo del clan del Dragone Nero, e per questo ricercato dalla squadra speciale di Sonya Blade e Jax.

### Liu Kang
Rimasto orfano in un villaggio della Cina, fu posto in custodia dai monaci shaolin. Il dio Raiden vide in lui una grande forza e determinazione.

### Reptile
Reptile è un ninja di origini sauriane, una razza quasi completamente estinta, ed è la guardia del corpo dello stregone Shang Tsung.

### Scorpion
Ninja spettro il cui vero nome è Hanzo Hasashi. Ucciso dal primo Sub-Zero (Bi-Han), fu riportato in vita da Quan Chi e successivamente riuscì a vendicarsi uccidendo Bi-Han.

### Shang Tsung
Arcistregone di Shao Khan originario dell'Earthrealm.

### Sonya Blade
Agente delle Forze Speciali degli Stati Uniti, Sonya lavora in una divisione segreta che si occupa di sorvegliare e tenere sotto controllo i vari reami.
La sua missione è quella di collaborare con Jax per sconfiggere Kano

### Sub-Zero
Un uomo appartenente alla razza dei criomanti (persone capaci di manipolare l'elemento del ghiaccio), ricopre il ruolo di leader del clan ninja dei "Lin Kuei".

## Personaggi introdotti inMortal Kombat II

### Baraka
Baraka è un guerriero Tarkata dell'Outworld le cui abilità di guerriero hanno colpito a tal punto Shao Kahn da indurlo ad arruolarlo nelle proprie truppe; è lui che guida i guerrieri Tarkathan contro i Templi Shaolin tra la fine del primo Mortal Kombat e l'inizio del secondo torneo, uccidendo tutti i fratelli spirituali di Liu Kang. Durante il secondo torneo, Baraka viene sconfitto da Kung Lao, che lo trancia in due con il proprio cappello.
Dopo Mortal Kombat II, Shao Kahn, una volta varcati i confini rappresentati dai portali che collegano il Mondo Esterno (Outworld) e il Reame della Terra, lo riarruola come comandante delle truppe di sterminio insieme con Motaro, un forte centauro anch'egli comandante delle truppe di sterminio. Dopo la sconfitta di Shao Kahn, che lo priva di un capo, Baraka decide di fare ritorno nel proprio reame. In qualità di guerriero nomade, Baraka ha trascorso moltissimo tempo viaggiando attraverso vari Reami; durante il suo viaggio di ritorno attraverso Edenia, gli viene offerto di governare questo reame al fianco di Quan Chi. Impaziente di tornare in battaglia, Baraka accetta.
In Mortal Kombat: Deception, Baraka affianca Onaga, il Re Dragone, poiché vede in lui un capo più potente. Ricompare, dopo la caduta del Re Dragone, in Mortal Kombat: Armageddon; nel suo finale, sconfigge Blaze diventando il guerriero più forte al mondo: sopraggiungono, però, Shao Kahn e Onaga, che gli chiedono di unirsi a loro o morire; Bdi scegliere se diventare sua regina, e Mileena sceglie con saggezza.
In Mortal Kombat vs DC Universe, pur non avendo un proprio capitolo nella Storia, è un personaggio giocabile; nel suo finale arcade, la Rabbia è sparita in ogni reame, tranne in quello tarkata, i cui abitanti sono pronti a conquistare tutti gli altri reami.
Baraka compare anche in Mortal Kombat IX, capitolo in cui la linea temporale è stata riscritta dalle visioni di Raiden; Baraka non ha un ruolo molto importante nella storia: combatte per Shao Kahn come comandante delle armate tarkatan. Baraka è presente anche in un flashback in Mortal Kombat X, nelle vesti di alleato del movimento di resistenza guidato da Mileena; il tarkata trova la morte per mano di D'Vorah. Ricompare in Mortal Kombat 11, e nel suo finale, egli utilizza la Clessidra di Kronika per riscattare sé stesso e tutta la sua razza con un nuovo potere, diventando così padroni di tutti i reami. Nella storia invece appare il lui del passato grazie a Kronika. Nel capitolo 7 stringe un'alleanza con Sheeva e Kitana.
In Mortal Kombat 1, è un ex commerciante di successo. A differenza delle sue precedenti versioni, Baraka è un abitante del mondo esterno, infetto dalla malattia nota come Tarkat, che gli ha conferito i suoi poteri sovraumani.

### Jade
Guardiana reale della principessa Kitana che precedentemente lavorava per Shao Khan, ma successivamente contribuì alla sua sconfitta.

### Jax Briggs
Soldato americano di grado maggiore a quello di Sonya Blade. Possiede delle braccia cibernetiche che sono in grado di rendere quattro volte più forte il suo potere.

### Kintaro
Di razza Shokan, vuole vendicare la morte di Goro uccidendo Liu Kang.
Si presenta molto simile a Goro, eccetto per la pelle striata e la testa completamente calva (essendo una tigre). Altra differenza sostanziale tra i due è la presenza di artigli in Kintaro.
Dopo il torneo di Mortal Kombat, nel Mondo Esterno (Outworld) si vocifera della scomparsa e della conseguente morte di Goro; Shao Kahn decide quindi di promuovere Kintaro, della stessa razza di Goro, ossia gli Shokan, quale Generale Supremo delle proprie truppe. Creatura umanoide, per metà tigre, meno forte fisicamente ma più agile del suo predecessore, Kintaro è altresì infuriato per la sconfitta di Goro: ha quindi giurato di vendicarsi dei guerrieri della Terra responsabili; Kintaro sa che Goro è stato sconfitto da Liu Kang e giura di vendicare la morte del compagno distruggendo il guerriero terrestre nel successivo Mortal Kombat.
Kintaro viene inviato, insieme con un'orda di Tartakan, nel Reame Terrestre (Earthrealm) allo scopo di uccidere Johnny Cage; anche se l'attacco fallisce grazie all'intervento degli altri terrestri, Kintaro rimane fedele a Shao Kahn. Nonostante che, nel secondo torneo, Kintaro si batta con tutte le forze, finisce per essere sconfitto, anche se alla fine è Raiden ad ucciderlo, fulminandolo.

### Kitana
Figliastra di Shao Khan come Mileena, e figlia di Re Jerrod e Sindel (sovrano di Edenia), è la principessa del Regno Esterno (in inglese Outworld).

### Kung Lao
Esperto monaco shaolin, si unisce al torneo Mortal Kombat per uccidere Goro, colui che 500 anni prima aveva ucciso un suo antenato, il Grande Kung Lao.

### Mileena
Figlia di Shao Khan e sorellastra di Kitana, Milena è un ibrido tra un'umana/edeniana e Tarkata creata dallo stregone Shang Tsung.

### Noob Saibot
È il Sub-Zero originale, Bi-han, il quale, ucciso da Scorpion, viene riportato in vita da Shinnok.

### Shao Kahn
Originario dell'Outworld, era al servizio di Onaga, l'Imperatore Dragone, ma lo avvelenò e prese il suo posto di imperatore dell'Outworld. Conquistando il regno di Edenia. Morì nel Mortal Kombat 9, per mano di Raiden e degli dei anziani, perché tentò di invadere la terra violando le regole del torneo. Durante Mortal Kombat X il trono del regno esterno andò a Kotal Khan.

### Smoke
Un androide che sta al servizio per più fazioni, benevoli, malvagie o neutrali, a seconda di chi se ne impossessa.

## Personaggi introdotti inMortal Kombat 3

### Cyrax
Un ex-ninja del clan Lin-Kuei, ora ricostruito con un corpo meccanico.

### Ermac
Ninja creato dallo stregone Shang Tsung grazie alle anime di molti guerrieri caduti.

### Kabal
Capo del clan del Dragone Nero. Il suo corpo è bruciato e a causa delle lesioni indossa una maschera che gli permette di respirare. In origine lottava per le forze del bene.

### Kurtis Stryker
Capo di una brigata antisommossa quando Shao Khan attaccò la sua città; decise di unirsi ai guerrieri guidati da Raiden in cerca di vendetta contro Shao Khan.

### Motaro
Motaro è un Centauro: ha il corpo di un cavallo e il busto umano; possiede un paio di corna da ariete e una lunga coda metallica che usa come canale energetico. Come tutti i Centauri, nutre un odio profondo per la razza Shokan, che reputa inferiore: le due razze sono costantemente in lotta per dimostrare il loro valore a Shao Kahn e sancire una volta e per tutte la loro superiorità.
Nel reame del Mondo Esterno (Outworld), la razza di Motaro comincia godere della predilezione di Shao Kahn a partire da Mortal Kombat 3, visti gli insuccessi degli Shokan Goro e Kintaro; così Shao Kahn forma una squadra di sterminio composta di guerrieri selvaggi per combattere i guerrieri della Terra, ponendovi a capo proprio Motaro.
Dopo la sconfitta di Kano da parte di Sonya Blade, Motaro viene incaricato di recuperare il membro del Dragone Nero, nonché di curarlo e imprigionarlo affinché egli non recuperi le forze in attesa della punizione per il fallimento. È in quel momento che Motaro viene attaccato e sconfitto da Sheeva.
In Mortal Kombat Armageddon, grazie a una maledizione inflittagli dagli Shokan, tutta la razza dei Centauri diventa una razza di Minotauri.
In Mortal Kombat IX, Motaro appare solo in un cameo. Nella nuova linea temporale non viene sostituito agli Shokan come favorito di Shao Khan, ma rimane comunque a capo delle armate di sterminio; combatterà contro Johnny Cage riuscendo quasi a sconfiggerlo, ma verrà ucciso dal tempestivo intervento di Raiden.
Nel film Mortal Kombat - Distruzione totale  è interpretato da Deron McBee e in italiano è doppiato da Claudio Fattoretto.

### Nightwolf
Guerriero nativo americano che riesce a comunicare con Raiden tramite le sue visioni.

### Rain
È un ninja che indossa una tuta viola ed ha il potere dell'idrocinesi.

### Sektor
Androide al servizio dei Lin Kuei e di Shao Khan.

### Sheeva
Una Shokan dalle sembianze femminili, anch'ella combatte al servizio di Shao kahn.

### Sindel
Antica regina di Edenia, lotta per la salvaguardia di quest'ultima insieme alla figlia Kitana.

## Personaggi introdotti inMortal Kombat Trilogy

### Chameleon
Un combattente mutaforma al servizio di Shao Kahn, proveniente da Zaterra.
Chameleon fa il suo debutto in Mortal Kombat Trilogy, nelle versioni Sega Saturn, PlayStation e PC come personaggio segreto, mentre nella versione Nintendo 64 è rimpiazzato da Khameleon, personaggio ninja femminile, che possiede effettivamente gli stessi colori e le stesse mosse dei ninja femminili. In MKT non si sa molto su lui, a parte che è uno dei migliori guerrieri di Shao Kahn. Ritornerà comunque in Mortal Kombat: Armageddon.

### Khameleon
Khameleon è l'ultima femmina della stirpe dei Sauriani, così come Reptile è l'ultimo maschio. La sua razza è originaria dell'Earthrealm, ma dopo una guerra si trasferirono su Zaterra. Dopo un secondo periodo di pace, Shao Kahn li sfidò a Mortal Kombat e, dopo aver vinto i dieci tornei consecutivi, li invase portando i Sauriani vicini all'estinzione. Khameleon passa buona parte della sua vita alla ricerca di Reptile con l'intenzione di ripopolare Zaterra, restando tuttavia interdetta quando scopre che questi è al servizio di Shao Kahn. Quando Khameleon riesce a spiegare i fatti accaduti a Reptile riguardo al passato del loro pianeta e che il responsabile era Kahn, si inimica anche il ninja che l'attacca. Avendo fallito il tentativo di uccidere Shao Kahn, Khameleon inizia a girovagare per i reami studiando un modo per vendicarsi.
In Mortal Kombat: Armageddon, Khameleon viene a sapere della battaglia che si sta per svolgere su Edenia e del potere che si può acquisire con la vittoria finale. Angosciata dal fatto che anche Kahn fosse alla ricerca di quel potere, Khameleon trova il modo di acquisirlo in modo da ottenere la giusta vendetta per quello che lui e i suoi seguaci avevano fatto alla sua razza.

## Personaggi introdotti inMortal Kombat 4

### Fujin
Dio del vento e fratello minore di Raiden, il suo nome deriva dall'omonima divinità shintoista. La sua prima apparizione vera e propria è nel videogioco Mortal Kombat Mythologies: Sub-Zero, ma solo come boss senza nome, per poi riapparire come Fujin in Mortal Kombat 4.
La sua mansione era quella di vegliare sull'amuleto di Shinnok, ma fu sopraffatto da Noob Saibot. Shinnok attaccò il palazzo degli dei anziani e Fujin fu costretto a venire sulla Terra, inseguito dall'esercito del dio decaduto, dal quale fu salvato dall'intervento di Liu Kang, Kai e Raiden; riconoscente, Fujin si alleò al fratello nella battaglia contro Netherrealm. Una volta sconfitto Shinnok, Raiden fece ritorno nel pantheon degli dei anziani e nominò Fujin protettore dell'Earthrealm.
Quando gli eventi dell'Armageddon sono alle porte, Fujin si rende conto che qualcosa nel fratello sta cambiando, e si allea con Kung Lao nella speranza di salvare Raiden e Liu Kang da quest'orda di spietatezza che si è impadronita di loro. Quando viene a sapere che Johnny Cage sta radunando l'esercito della Terra, decide di farsi trovare lì. Da Kenshi viene a conoscenza del risveglio di Taven e Daegon e, poiché era amico del padre, decide di mettersi sulle loro tracce. Quando incontra Taven, tenta di vietargli l'ingresso nella residenza del Clan del Dragone Rosso, ma dopo un breve combattimento viene sconfitto e non riappare più.
Riappare anche in Mortal Kombat X come cameo nel primo capitolo della Storia, dove combatte insieme al fratello Raiden contro le armate del Regno Occulto (il Netherrealm) guidate da Shinnok, da Quan Chi e dai loro Revenant (ovvero gli eroi della Terra morti durante gli eventi di Mortal Kombat IX).
In Mortal Kombat 11 Aftermath appare come DLC insieme a Sheeva e Robocop e nel continuo della storia insieme a Shang Tsung e Nightwolf.

### Jarek
Jarek è un membro del clan del Dragone Nero, nonché discepolo di Kano, tant'è che utilizza molte delle sue mosse. Kano, comunque, aveva addestrato Jarek solo per utilizzarlo contro le forze speciali guidate da Sonya Blade e Jax Briggs. Quando lui e Kano riescono ad evadere, Jarek si trova proprio ad affrontare Jax che però lo sconfigge facilmente e lo lascia andare credendolo morto, rimanendo in realtà l'unico membro del Drago Nero (eccetto Kano) a rimanere vivo dopo l'incontro con il maggiore.
Una volta ripresosi, si mise in viaggio verso Edenia, con lo scopo di raggiungere nuovamente Kano. Venne seguito da Sonya e Jax e quando furono scoperti da Shinnok, Jarek si alleò temporaneamente ai due per poterlo affrontare. Una volta finito lo scontro, Jarek fu nuovamente malmenato da Jax e buttato giù da un precipizio. Tuttavia, il membro del Dragone Nero riesce a salvarsi conficcando la sua spada nella parete e nascondendosi, meditando la sua vendetta mentre anche stavolta viene dato per morto.
Ritorna così durante gli eventi dell'Armageddon, dove viene cercato da Quan Chi, il quale gli promette il potere di uccidere chiunque, nel caso passi alle forze oscure.
Riappare anche nella serie a fumetti di Mortal Kombat X, dove esordisce insieme a Tasia, sua collega del Drago Nero. I due intervengono durante una lotta all'ultimo sangue a cui Cassie Cage e Jacqui Briggs stanno partecipando. Dopo aver massacrato la folla, i due criminali inseguono Cassie e Jacqui, che però scappano attraverso un portale per il Regno Esterno. In seguito, Jarek e Tasia, insieme a Kano e a Tremor, si ritrovano nel Regno Esterno per affiancare Kotal Kahn nella battaglia contro gli Shokan. La battaglia finisce con gli Shokan sconfitti e di nuovo dalla parte di Kotal Kahn, e i quattro membri del Dragone Nero rimangono al palazzo di Kotal Kahn, con Kano che cerca di estorcere denaro dall'imperatore. Poco dopo, tutti e quattro vengono catturati e portati nelle segrete del palazzo, per via del loro ruolo del rapimento di Cassie e Jacqui.

### Kai
Kai era un membro della società segreta del Loto Bianco. Ha imparato le arti marziali dai più grandi esperti di tutta l'Asia. Raggiunse l'estremo oriente alla ricerca di Liu Kang, che però era in America, e fu reclutato dai monaci shaolin per creare una nuova stirpe di guerrieri. Il suo allenamento fu però interrotto dall'invasione di Shinnok e dei suoi guerrieri oscuri di Edenia. Quando Liu Kang tornò in Cina, insieme a Kai, si appresta a raggiungere Fujin per combattere le forze di Shinnok. Il dio del vento stava per soccombere, ma Kai e Liu Kang riuscirono a salvarlo. I due guerrieri shaolin raggiunsero poi Raiden e una volta che Shinnok fu battuto, Kai decise di partire per un viaggio di allenamento per il mondo e ricevette dal dio del tuono il Lightning Staff, per trovare la via dell'immortalità.
Prima degli eventi di Armageddon, Kai raggiunse Li Mei nell'Outworld e poi restituì il Lightning Staff a Shujinko per permettere a Kung Lao di far risorgere la società del Loto Bianco. Si è schierato per le forze del bene nello scontro finale.

### Meat
Meat è un essere creato da Shang Tsung nel Netherrealm nelle "fosse di carne" dello stregone. L'essere fuggì prima che potesse essere completato e per questo, il suo aspetto è quello di un orrido mostro: non ha la pelle, gronda sangue da tutti i muscoli e ha un occhio fuori dall'orbita. Meat fece la sua prima apparizione in Mortal Kombat 4 dove era un personaggio bonus che fungeva da costume alternativo per ogni personaggio dopo aver soddisfatto certe condizioni (principalmente dopo aver completato la modalità Gruppo). Comparve anche in un breve cameo in Mortal Kombat: Deception, dove nel Netherrealm dona a Shujinko delle koins prima di scomparire. Mortal Kombat Armageddon, è l'unico gioco dove compare come giocabile.

### Quan Chi
È uno stregone molto potente originario del Netherrealm (il Regno Occulto).

### Reiko
Non si conosce molto di Reiko, salvo la sua prima occupazione di generale delle armate di Shinnok. Egli oltre al dio ha servito anche Shao Kahn, ed è stato generale delle armate della Fratellanza d'Ombra. Durante la guerra tra Shinnok e gli dei anziani, sembrava fosse stato ucciso. Si fece di nuovo vivo durante gli scontri di Mortal Kombat 4, ma dopo che Shinnok fu sconfitto, scomparve nuovamente. In seguito si alleò all'esercito di Shao Kahn, il quale lo nomina generale a causa della sua spietatezza, che doveva essere presente in ogni soldato.
Reiko ha una grande aspirazione: rimpiazzare l'imperatore e regnare sull'Outworld. Nella modalità Conquista di Mortal Kombat: Deception egli sembra intrufolarsi nelle stanze di Shao Kahn ed indossare il suo elmetto.
In Mortal Kombat: Armageddon Reiko incontra Taven nella fortezza di Shao Kahn e si viene a sapere che per un arcano motivo Reiko disprezza intensamente Quan Chi. Egli poi tenta di aiutare Taven a raggiungere l'esercito, poiché è impressionato dal suo modo di combattere. Taven gli rivela di voler solo uccidere Quan Chi e che l'esercito non gli interessa; Reiko però ha ricevuto l'ordine dall'imperatore di proteggere tutti gli alleati, compreso lo stregone. Dopo uno scontro col principe di Edenia, zoppica via, lasciando intendere ironicamente che l'abbandono del campo di combattimento porterà alla morte Quan Chi.

### Shinnok
Un Anziano Dio decaduto costantemente in cerca di nuovi modi per recuperare il suo potere perduto. Si serve dell'aiuto dello stregone Quan Chi per raggiungere i suoi scopi.

### Tanya
Una combattente al servizio della Fratellanza d'Ombra, sotto il controllo di Shao Kahn. Figlia dell'ambasciatore di Edenia, Tanya appare per la prima volta in Mortal Kombat 4. Possiede una grande bellezza ed è una donna furba ed ingannevole. Pratica come primo stile di combattimento lo Yuejiaquan. Tenterà in ogni modo di ostacolare i progetti di Kitana e Sindel. In Mortal Kombat: Deception, viene messa davanti ad una scelta dal Re Dragone: allearsi con lui o morire. Tanya decide dunque di divenire sua serva. Inoltre proprio grazie alle sue abilità di spia, il Re Dragone è venuto a conoscenza di molte informazione riguardanti i vari reami da conquistare. In Mortal Kombat X combatte al fianco dell'esercito dell'amante Mileena, ma essa viene poi giustiziata e Tanya scompare. Ricompare in Mortal Kombat, stavolta con un ruolo positivo, come membro delle sacerdotesse-guerriere Umgadi e amante dell'imperatrice Mileena.

## Personaggi introdotti inMortal Kombat Deadly Alliance

### Blaze
Blaze fa la sua prima apparizione in Mortal Kombat II nello stage "The pit" dove è possibile vederlo opposto a Liu Kang in lontananza. Blaze è stato trasformato in elementale del fuoco da una setta di adepti del re Dragone Onaga. Egli è stato creato per sorvegliare la forza di tutti i combattenti del reame, e quando questo potere sarebbe diventato una minaccia per tutti, Blaze avrebbe dovuto risvegliare Taven e Daegon. Tuttavia durante il periodo di riposo di Blaze, questi scopre che il numero di combattenti è eccessivamente elevato e che Daegon si è già risvegliato da tempo; capisce perciò che Taven deve essere richiamato e deve riuscire a prevenire l'Armageddon.
Quando Blaze incontra Daegon e Taven spiega loro che le loro azioni non sono state quelle a cui erano predestinati e li porta su Edenia, dove entrambi lo affronteranno. Taven però prima sconfigge Daegon, che si era dato alle forze del male, poi fronteggia Blaze che gli spiega che solo battendolo potrà determinare le sorti dell'intero universo.

### Bo' Rai Cho
Bo' Rai Cho è un obeso, talvolta ubriaco maestro di arti marziali: adora bere alcolici ed è famoso per la sua mossa del "vomito". Deve il suo nome all'aggettivo spagnolo borracho, che significa ubriaco. Il suo stile di lotta primario è il Drunken fist, in cui sta in piedi barcollando, e afferma di essere l'inventore di tale tecnica. Nonostante svolga un ruolo molto importante nella serie, non compare prima di Mortal Kombat: Deadly Alliance. Bo' Rai Cho ha addestrato diversi grandi guerrieri, tra cui Liu Kang, Kung Lao, Shujinko e il leggendario Muso Gonnosuke; ha inoltre insegnato le tecniche di lotta ai combattenti della Terra (Earthrealm), pur senza partecipare direttamente al Mortal Kombat. Quando viene stipulata l'alleanza mortale formata da Shang Tsung e Quan Chi, Bo' Rai Cho esce allo scoperto, pronto a prendere parte al torneo.
Quando Liu Kang viene ucciso dai due stregoni, Bo' Rai Cho inizia ad allenare Kung Lao, in modo che questi fosse in grado di uccidere Shang Tsung. Mentre i guerrieri della Terra attaccano l'Alleanza, il maestro tiene d'occhio il palazzo di Shang Tsung e salva Li Mei. Durante gli eventi di Mortal Kombat: Deception, Bo raggruppa i guerrieri della Terra, capeggiati dal dio del tuono Raiden, durante la ritirata. In Mortal Kombat 2011 compare nel finale arcade di Shang Tsung, addestrandolo per combattere un ormai corrotto Liu Kang.
In Mortal Kombat X Bo' appare nella modalità Storia in qualità di alleato di Raiden, ma viene attaccato da Shinnok e suoi revenant, nel tentativo di difendere la terra; il suo destino è ignoto. È possibile utilizzarlo come personaggio giocabile tramite DLC.

### Drahmin
Un generale che divenne un oni che fu bruciato vivo e poi resuscitato. Lavora assieme a Moloch, e possiede, al posto di una mano, una grandissima mazza ferrata con spuntoni poco affilati, ma ideali per schiacciare i nemici.
Drahmin non è sempre stato un demone: egli era un tempo un generale umano delle armate dell'Outworld che, per i suoi crimini di guerra, fu esiliato nel Netherrealm, dove il suo corpo e la sua anima furono torturati ininterrottamente; col passare degli anni perse prima la ragione, e poi anche la sua umanità, fino ad accettare il suo orrendo destino, a seguito di ciò riemerse dal suo tormento come un abominio sanguinario.
Ad affiancare Drahmin nel suo calvario c'era un altro oni di nome Moloch; insieme vagabondavano per il Netherrealm in cerca di anime dannate da tormentare, fino ad affrontre il non-morto Scorpion e lo stregone Quan Chi, il quale, essendo in difficoltà, chiese aiuto ai due oni. Drahmin e Moloch intervennero e misero Scorpion fuori combattimento, e lo stregone li ripagò accettando di liberarli dal Netherrealm, per poi farsi condurre da loro presso alcune rovine, in relazione alle quali si vociferava dell'esistenza di un portale che consentiva di viaggiare attraverso i reami. Quan Chi esaminò le rovine e scoprì che si trattava effettivamente di un portale utilizzabile esclusivamente con l'amuleto dell'Anziano dio decaduto Shinnok, che adesso si trovava in suo possesso. Improvvisamente, Scorpion attaccò nuovamente il trio, ma Quan Chi guadagnò abbastanza tempo per attivare il portale e fuggire dal Netherrealm, e senza perdere un istante, Drahmin, Moloch e Scorpion affrettarono il passo e attraversarono il portale: i due oni si ritrovarono nell'Outworld insieme con Scorpion, il quale riuscì a scappare, ma di Quan Chi non v'era nessuna traccia. Finalmente liberi, Drahmin e Moloch si misero alla ricerca dello stregone, viaggiando per le lande desolate e uccidendo chiunque incontrassero; si imbatterono in Cyrax e Li Mei, che però riuscirono a sfuggire alle loro grinfie. Shang Tsung, che già prima aveva formato l'Alleanza Mortale con Quan Chi, reclutò i due oni come precauzione nel caso di un voltafaccia da parte del suo nuovo alleato, e li pagò dando loro in pasto alcuni umani del quale potersi cibare e la promessa di vendicarsi su Quan Chi.
In attesa della loro opportunità, gli oni incontrarono ancora una volta Scorpion, il quale, essendo egli una sorta di spettro e non potendo dunque essere mangiato, fu scagliato da loro nel Soulnado, il vortice di anime costruito dallo stesso Shang Tsung.
Nella modalità Konquest di Mortal Kombat: Armageddon, Drahmin si ritrova di nuovo nel Netherrealm. Non è chiaro in che modo, ma l'unica cosa certa è che ha trascorso gli ultimi anni vagabondando senza meta, uccidendo chiunque incrociasse sul suo cammino. Incontra il principe Taven, e viene sconfitto da quest'ultimo.

### Frost
Una guerriera criomante membro del clan ninja Lin Kuei, nonché maestra delle arti glaciali.
Dopo essere divenuto Gran Maestro del Lin Kuei, Sub-Zero organizza un torneo con lo scopo di arruolare forti guerrieri: a vincere è Frost, le cui eccezionali abilità impressionano Sub-Zero; Infrangendo la tradizione del Lin Kuei, il maestro fa di Frost la sua protetta e la addestra personalmente; grazie al mentore, l'abilità di Frost nell'utilizzo del potere congelante aumenta. Sfortunatamente, la bravura di Frost cresce di pari passo con l'arroganza, e lo stesso Sub-Zero non si rivela in grado di insegnarle l'umiltà.
Quando Raiden chiede l'aiuto del guerriero per sconfiggere l'Alleanza Mortale, questi interrompe l'allenamento di Frost. Sub-Zero la conduce con sé come aiutante, sperando che l'allieva, attraverso l'esperienza della battaglia, possa farsi più razionale e matura. Dopo essersi incontrata con gli altri guerrieri del Reame Terrestre (Earthrealm), fra cui Sonya (con la quale non va d'accordo), accompagna Sub-Zero nel Mondo Esterno (Outworld).
Sonya ha un breve litigio con Frost: le due vengono alle mani e Frost verrebbe sconfitta, se il combattimento non venisse fermato in tempo dagli altri guerrieri; sembra che Sonya non abbia mai avuto fiducia in Frost e che nutra sospetti su di lei e sulle sue reali intenzioni, oltre a detestare la tracotanza del nuovo guerriero del Lin Kuei. Nel suo finale (canonico), desiderosa di diventare Gran Maestro dell'organizzazione, Frost immobilizza Sub-Zero con una tempesta di ghiaccio e gli strappa il Medaglione del Drago (un artefatto che incrementa le abilità di Sub-Zero e rappresenta il simbolo del comando del Lin Kuei) dal suo petto; tuttavia, priva della forza e della disciplina mentale necessarie per controllare la potenza dell'artefatto, viene consumata dal suo stesso ghiaccio, che apparentemente la uccide.
Sub-Zero finge di perdonarle il tradimento, cercando un posto accogliente dove seppellirne i resti: scopre alcune antiche rovine di una sacra struttura eretta molto tempo prima dall'antica stirpe dei Criomanti; dopo accurati studi sulla costruzione, Sub-Zero capisce che lui e Frost erano loro discendenti e, prima di andarsene, pone il corpo della ragazza all'interno di un sarcofago.
Durante gli eventi di Mortal Kombat: Deception, Frost si sveglia poco dopo la partenza di Sub-Zero, miracolosamente sopravvissuta. Avendo compreso di essere ancora nel Mondo Esterno e che Sub-Zero la crede morta, giura di vendicarsi del maestro: Frost ritorna così al tempio Lin Kuei, sapendo che Sub-Zero è ancora altrove, con la speranza di ucciderlo. Dopodiché entra in uno stato di schizofrenia che la porta a vedere Sub-Zero in ogni dove: uccide molti membri del Lin Kuei, poiché vede in loro Sub Zero; questi fa ritorno poco dopo e vede Frost uccidere i suoi alleati; furioso, Sub-Zero congela Frost, la infila in una bara e la colloca nella camera dedicata ai caduti del Lin Kuei, per poi sigillarla in un muro di ghiaccio. Più tardi, quando all'inizio dell'Armageddon, Taven la libera spaccando la bara di ghiaccio; Frost, però, continua a vedere Sub-Zero dappertutto e attacca il suo liberatore, ma viene sconfitta dalla forza di Taven. Dopo il combattimento si rende conto che quello non è Sub-Zero e lascia la stanza per andarsene altrove.
Nella sua apparizione in Mortal Kombat X, questa tenta di pugnalare alle spalle Scorpion che, tornato umano, era venuto per parlare con il gran maestro Lin Kuei Sub-Zero; questi la congela prima che riesca a colpire Hanzo Hasashi. È intuibile che viene punita per il gesto dal suo maestro off-screen.
In Mortal Kombat XI, Frost decide, su ordine di Kronica e Sektor, di diventare un cyborg e di diventare il capo del Lin Kuei. Si scontra con Sub Zero e Scorpion nella fabbrica dei cyborg Lin Kuei, dalla quale esce illesa. In seguito parteciperà nella battaglia finale contro la coalizione Terra-Regno Occulto, ma viene sconfitta e disattivata da Raiden, provocando anche lo spegnimento dell'intero Cyber Lin Kuei, in quanto è lei il vero capo del clan.

### Hsu Hao
Hsu Hao è un malvagio lottatore proveniente dalla Mongolia che è entrato a far parte del clan del Dragone Rosso per infiltrarsi nelle Forze Speciali. Il suo unico scopo è quello di distruggerli dopo aver sconfitto col loro aiuto il clan del Dragone Nero. Al posto del cuore, Hsu Hao ha un impianto cibernetico pulsante per aumentare la sua forza. Segue fedelmente gli ordini del suo superiore Mavado, il quale ha contribuito a farlo entrare nelle Forze Speciali. Una volta sconfitto il Dragone Nero, con la morte di Jarek, Hsu Hao viene contattato dal quartier generale del Dragone Rosso e gli viene ordinato di distruggere le Forze Speciali dall'interno. Dopo aver innescato una mini bomba nucleare scappa attraverso un portale, prima che esplodesse.
Come risultato del tradimento, il suo superiore Jax gli dà la caccia. Intanto Hsu Hao viene inviato ad uccidere Shang Tsung, sotto ordine di Quan Chi. Tuttavia, giunto sotto il palazzo dell'imperatore, il suo cuore gli viene strappato da Jax.
In Mortal Kombat: Armageddon viene resuscitato da Shinnok con l'aiuto di Daegon. Si sospetta anche che sia stato Onaga a riportarlo in vita per tenerlo sotto il suo controllo.

### Kenshi Takahashi
Audace guerriero che viaggia cercando un nemico degno di lui. Vuole vendicarsi di Shang Tsung, che in passato lo ingannò e lo lasciò a morire cieco.

### Li Mei
Li Mei è una donna nativa di un villaggio dell'Outworld, che combatte le tirannie che da secoli affliggono il suo reame. Il suo aspetto è volutamente reso dal team artistico come quello di una modella, e le sue movenze durante la lotta, sono molto sinuose e provocanti. In principio, Li Mei presenta una fisionomia molto carnosa e marcata, con forme prorompenti, e indumenti di colore viola molto succinti. Successivamente, nel capitolo Deception il suo aspetto subisce un cambiamento più radicale, probabilmente al fine di rendere il personaggio più credibile: i lineamenti del suo viso, ben accentuati e spigolosi, vengono addolciti, i suoi occhi, grandi e verdi, diventano più piccoli e castani, conferendole un aspetto più asiatico, ed il suo seno subisce una sensibile riduzione.
In Mortal Kombat: Deadly Alliance il villaggio di Li Mei viene ridotto in schiavitù dalle armate Tarkatan, al soldo di Shang Tsung, per le costruzioni del suo palazzo. Dopo aver sconfitto Kano, la ragazza guadagna l'attenzione dello stregone Quan Chi, che le promette la libertà se avesse vinto ad un torneo. In questo periodo, fa amicizia con un anziano guerriero, il supposto "Campione degli Anziani Dei", Shujinko, che considerando flebili, nonostante la sua determinazione, le sue possibilità di vincere il torneo dell'Alleanza Mortale, decide di allenarla. Passando per un'insidiosa foresta (la Foresta Vivente, probabilmente), Li Mei si imbatte in Moloch e Drahmin, che l'attaccano. Riesce a fuggire e scopre che i due oni agiscono per conto di Shang Tsung. Quando affronta e vince il torneo, lo spirito di Li Mei viene intrappolato nel corpo di un soldato delle armate del Re Dragone, ma Bo Rai Cho riesce a salvarla dal suo destino.
Negli eventi di Mortal Kombat: Deception, al suo risveglio, Li Mei scopre che l'Outworld è ricaduto sotto una nuova minaccia: Onaga, l'antico Re dragone che secoli prima aveva regnato con il terrore e la violenza, è risorto. Lo affronta ma capisce che l'unico modo per impedirgli di fare dell'Outworld un agglomerato di morte e distruzione, è quello di trovare un accordo: il suo aiuto per la salvezza del popolo. Accordatasi, Li Mei affronta tutti i guerrieri che cercano di eliminare il Re dragone, in modo da permettere a quest'ultimo di fondere i Kamidogu. In segno di riconoscenza, Onaga rispetta le condizioni di Li Mei e fa di lei la sua regina.
In Mortal Kombat: Armageddon, a seguito ad eventi non meglio specificati, Li Mei si ritrova nel Netherrealm, a dare la caccia a Shinnok. Quando il principe Taven incrocia il suo cammino, prende le difese del Dio Anziano, ignaro del fatto che egli sia decaduto per la sua corruzione, l'affronta e la sconfigge.
Li Mei riappare sia in "Mortal Kombat IX", tra i guerrieri deceduti durante l'armaggedon, che in "Mortal Kombat X" come sopravvissuta di uno degli attacchi dell'armata di Mileena. Riappare in "Mortal Kombat 1" come Alta Conestabile, ed ex Umgadi, del Regno Esterno.

### Mavado
Mavado è il leader del clan del Dragone Rosso, il primo clan criminale dell'Outworld dal quale, in seguito, nascerà il Dragone Nero di cui è a capo Kano. Mavado stringe alleanza con Quan Chi e Shang Tsung affinché i due stregoni possano invadere la Terra in cambio della possibilità di governare alcuni territori terrestri. Il suo tirapiedi è Hsu Hao, fatto entrare sotto mentite spoglie nelle Forze Speciali di Jax Briggs e Sonya Blade. Imbattutosi in Kabal, leader del Dragone Nero, lo sconfigge e ruba le sue armi, ma la vendetta di quest'ultimo non tarda ad arrivare e Mavado si ritrova per diverso tempo in una situazione caustica. Ricompare in Mortal Kombat: Armageddon.

### Mokap
Mokap è un ex maestro di arti marziali, che insegnava a nord di Chicago. Un giorno fu contattato da Johnny Cage per fare alcuni "motion capture" per il suo nuovo film, diventando il catturista principale. Quando volò a Hollywood per iniziare la sessione delle riprese, che consistevano in esibizioni di stile Gru e Serpente, si creò un varco che lo portò nel Chaosrealm. Non si sa quale fu il ruolo preciso di Mokap negli eventi di Deadly Alliance, tuttavia è cosa certa che si è schierato con i buoni, ma non c'è traccia di alcuna battaglia da lui intrapresa. In seguito Mokap acquisisce alcuni poteri di telecinesi, e ancora una volta non viene spiegato l'accaduto.
In Mortal Kombat: Armageddon si mette di nuovo al servizio del bene.
Il nome Mokap è l'abbreviazione di motion capture (con la "C" rimpiazzata dalla "K" come nella tradizione di Mortal Kombat) in riferimento all'attore che cattura i movimenti dei personaggi del gioco. Il personaggio è infatti vestito con tuta aderente azzurra e lampadine di contorno attaccate in punti strategici, tipico vestito di attori per il motion capturing nei film e videogiochi dove si utilizza la computer graphic. Mokap è stato inserito più tardi rispetto allo sviluppo di Deadly Alliance, per questo sono state tralasciate diverse caratteristiche basilari degli altri personaggi come lo stile di combattimento, l'arma e la fatality. Esso è un tributo a Carlos Pesina, l'attore che ha interpretato Raiden in Mortal Kombat, Mortal Kombat II e Mortal Kombat Trilogy.

### Moloch
È un oni originario del Netherrealm, ed è l'unico amico e alleato di Drahmin, ma a differenza sua Moloch è sempre stato un demone del Netherrealm. Lo stregone Quan Chi offrì ai due la libertà in cambio della protezione dall'attacco di Scorpion. Moloch non fu sorpreso dal fatto che Drahmin accettò la proposta, così insieme massacrarono il ninja, non appena questi tentò di avvicinarsi a Quan Chi. Mentre i due oni combattevano Scorpion, lo stregone scappò dal regno oscuro senza di loro; i due demoni comunque attraversarono il portale ma furono trasportati in due luoghi differenti.
L'oni ingaggia così uno scontro con Cyrax, ma è costretto a evitare le sue bombe rifugiandosi in una foresta e nutrirsi di chi si avvicinava a lui incuriosito. Anche Li Mei si appropinquò alla foresta, ma riuscì a fuggire tra gli alberi. In seguito sia Moloch che Drahmin furono ingaggiati da Shang Tsung e portati nelle segrete del suo palazzo come "assicurazione" nel caso in cui Quan Chi si fosse rivoltato contro di lui rompendo l'alleanza.
In Mortal Kombat X, è possibile vedere il personaggio Quan Chi tenere in mano una testa mozzata; osservando con attenzione ci si accorge come quella sia la testa dello stesso Moloch, quindi sebbene non ci siano riferimenti diretti al suo nome, è facile presumere che il personaggio sia ormai morto per la serie.

### Nitara
Nitara è una vampira che combatte nell'interesse della salvaguardia della sua specie, minacciata dalle crociate anti-vampiriche organizzate dagli umani. Di allineamento neutrale, Nitara non partecipa direttamente ai vari eventi che coinvolgono le varie fazioni dei mondi, limitandosi a perseguire i suoi scopi personali. Ella appare come una figura femminile di grande statura, e con delle grandi ali di pipistrello dietro alla schiena.
In Mortal Kombat: Deadly Alliance, Nitara trascorre molto tempo vagando per l'Outworld, alla ricerca di un artefatto. Quando lo trova però, non può recuperarlo a causa della lava vulcanica che lo circonda. Ma il destino le è favorevole e per caso incontra l'androide Cyrax, che in quanto dotato di un corpo cibernetico può attraversare la lava ed uscirne illeso. Ma era necessario offrire al cyborg qualcosa in cambio. Considerando Reptile facile da manipolare, Nitara gli offre la Kireashi (una lama originaria del popolo Zaterran) e gli rivela la posizione dell'accampamento militare di Kitana. Questa mossa aveva dato a Shang Tsung e Quan Chi abbastanza tempo per organizzarsi ed uccidere Shao Kahn (allora, padrone di Reptile). Quando Reptile trova il cadavere del tiranno, offre i suoi servigi a Nitara, grato per la sua apparente gentilezza. Nitara, a sua volta, gli ordina di attaccare Cyrax, spacciandolo per un invasore dell'Earthrealm e rivelandogli il suo punto debole. Reptile fa quanto gli viene detto, ma fugge via intimidito dagli attacchi del cyborg. Immediatamente dopo l'accaduto, Nitara si presenta a Cyrax, con una proposta: grazie alle gemme in suo possesso (capaci di condurre chi le possiede in qualsiasi luogo), Nitara lo ricondurrà nell'Earthrealm, in cambio, il cyborg dovrà recuperare l'artefatto per lei. I due si recano così alla volta del sepolcro del Re Dragone ed entrambi raggiungono il loro scopo: Nitara ottiene l'artefatto e Cyrax ritorna nell'Earthrealm. Con l'artefatto finalmente tra le sue mani, Nitara conclude la sua missione, lo manda in frantumi e riesce così a separare i due reami. La scarica di energia rilasciata dall'artefatto nella sua rottura stordisce Nitara, che al suo risveglio si rende conto di essere di ritornata a Vaeternus.
In Mortal Kombat: Armageddon, a Vaeternus si verifica un genocidio di massa. Sconvolta, Nitara comincia ad indagare. Le ferite riscontrate sui cadaveri erano state provocate da dei pugnali mistici detti Datusha, concepiti esclusivamente per l'uccisione dei vampiri. Nitara viene in seguito inviata dagli anziani del suo regno in Edenia, alla ricerca di un cratere nel quale giace una profetica lama capace di neutralizzare i Datusha. Nel suo cammino, la vampira incrocia il demone Ashrah, armata dei Datusha e di una strana lama benedetta. In quell'istante Nitara capisce di trovarsi dinanzi alla carnefice responsabile dell'orribile sorte toccata ai suoi confratelli. Per proteggere il resto della sua razza, Nitara chiude definitivamente il portale di Vaeternus e attira Ashrah nel cratere, per poter utilizzare la profetica lama per distruggere Ashrah.

### Sareena
Sareena è un demone dalle sembianze umane. È stata per molti anni un sicario al servizio di Quan Chi, ma cambia allineamento dopo aver incontrato il criomante Sub-Zero, mostratosi, da nemico, magnanimo nei suoi confronti e da allora decide di servire il clan Lin Kuei. Viene risvegliata dalla sua prigione di ghiaccio e resa umana da Quan Chi affinché ella fosse al suo servizio. Insieme alle sue compagne, Jaakata e Kia, Sareena ha l'ordine di uccidere Sub-Zero prima che questi arrivi al suo padrone. Le donne falliscono nella loro impresa, me per ragioni ignote, Sub-Zero risparmia la vita di Sareena. Successivamente, quando Sub-Zero si scontra con Quan Chi, Sareena appare improvvisamente e lo aiuta a sconfiggere lo stregone. Dopo aver espresso il desiderio di volersi unire al criomante e fuggire dal Netherrealm, Sareena viene colpita da un proiettile magico lanciato da Shinnok e muore, apparentemente, tra le braccia di Sub-Zero.
Viene poi rivelato in Mortal Kombat: Tournament Edition che Sareena non è stata uccisa dall'attacco di Shinnok, ma distrutta soltanto nella sua forma umana. La sua essenza viene esiliata nel quinto livello del Netherrealm come punizione per il suo tradimento e lì rimane per anni. Un giorno però si imbatte nel portale che Quan Chi e Scorpion usarono per fuggire dal reame poco prima degli eventi di Mortal Kombat: Deadly Alliance. Lo attraversa e si ritrova nell'Outworld dove trova un modo per riacquistare le sembianze umane senza la magia di Quan Chi attingendo l'energia del reame.
Poco tempo dopo aver riottenuto il suo aspetto umano, Sareena incontra il giovane Sub-Zero (fratello minore del Sub-Zero da lei incontrato in Mythologies, che si era ormai reincarnato in Noob Saibot) verso il quale ha ugualmente un senso gratitudine e diventa un'adepta dei Lin Kuei.
Durante le vicende di Mortal Kombat Armageddon, Sareena segue Sub-Zero nel Netherrealm dove lo salva dagli attacchi di Noob Saibot e Smoke. La coppia ne esce vittoriosa ma, poco dopo la battaglia Sareena perde il controllo della sua forma umana e ritorna a quella originale. Sub-Zero, allarmato la attacca e la costringe alla fuga. Sareena è così costretta a cercare il modo per riassumere le sue sembianze. Incontra Quan Chi che si offre di aiutarla a recuperare il suo aspetto in cambio del suo ritorno alla Fratellanza d'Ombra e non avendo alternative, Sareena accetta la proposta, tramando nel frattempo un piano per ucciderlo.

## Personaggi introdotti inMortal Kombat Deception

### Ashrah
Ashrah è un demone un tempo al servizio di Quan Chi, che dopo essere venuta in possesso di una spada benedetta chiamata Kriss, ha iniziato una crociata personale contro il male e gli esseri malvagi, che purifica mietendoli con la sua arma. Ashrah appare come una donna solitamente vestita di bianco e oro, di alta statura, dalla pelle scura, gli occhi castani e i capelli neri.
In Mortal Kombat: Deception Ashrah è un membro dell'alleanza dell'ombra di Quan Chi, i quali adorano il dio decaduto Shinnok. Un giorno Ashrah si rifiutò di eseguire un ordine dello stregone e questi inviò un'emissaria ad ucciderla; tuttavia Ashrah riuscì a fuggire e trovò la spada kriss, una daga che le permetteva di purificarsi ogni qual volta uccideva un demone del Netherrealm. Così facendo, Ashrah si avvicinò sempre più alla purificazione e fu espulsa dal Netherrealm; si alleò quindi con Shujinko nell'impresa di sterminio dei demoni e fu allora che entrò in conflitto con Ermac. Considerandolo, erroneamente, un demone lo attaccò con l'intenzione di ucciderlo, ma fu sconfitta. Ripiegò dunque l'obiettivo su Noob Saibot, che ella considerava un potentissimo demone e perciò la sua uccisione le avrebbe valso la purificazione totale.
In Mortal Kombat Armageddon, una volta fuori dal Netherrealm, Ashrah è portata in un reame sconosciuto e lì apprende che è necessario continuare lo sterminio dei demoni e stavolta affronta e uccide la razza dei vampiri, che lei considera vili in quanto si cibano di sangue e vivono nella corruzione. Quando però incontra Nitara, Ashrah viene battuta e riesce a scappare nel reame di Edenia dove sale la Piramide di Argus per affrontare Blaze. Una volta sconfitto Blaze, Ashrah raggiunge la purificazione totale divenendo una dea della luce. Grazie ai suoi raggi irradia anche le più oscure tra le anime, così decide di attraversare i reami alla ricerca di anime da purificare. La sua principale missione è comunque quella di purificare lo stregone che voleva ucciderla: Quan Chi.

### Dairou
Dairou era all'inizio una guardia Seidan molto rispettata, proprio come Hotaru, ma venne incarcerato perché aveva ucciso un uomo che credeva avesse ucciso la sua famiglia. Nella modalità Konquista di MKD, è incaricato di liberare Shujinko dalla sua prigione. Nel presente, viene assunto da Darrius, che lo incarica di distruggere Seido ed uccidere Hotaru. Non ci è dato sapere se ci riesca o no, ma ritorneranno tutti in Mortal Kombat: Armageddon.

### Darrius
Darrius è un uomo ambizioso e senza scrupoli, i cui schemi intricati fomentano le proprie ambizioni. Per i suoi seguaci, ma anche secondo i patrioti di Seido, egli è un rivoluzionario e un visionario. Per i suoi nemici e le altre persone, lui è solo un terrorista. Darrius proviene dall'Order Realm.
Darrius è un abitante del Seido, ma ne odia la natura oppressiva, al punto da divenire un disertore e guidare un movimento di resistenza per rovesciare il Senato dell'Order Realm, sfruttando le leggi dell'ordine per manipolare i residenti affinché partecipino al suo movimento. Come prima mossa uccide un membro della Guardia familiare, al fine di farli espellere e di entrare nei ranghi alti. Al suo piano si unisce anche il chierico del chaos Havik. In seguito ingaggia Dairou, un soldato Seidan, per uccidere il suo nemico Hotaru.

### Havik
Nativo del Chaosrealm (uno dei reami dell'universo Mortal Kombat nel quale è sovrana l'anarchia totale), Havik è un chierico del caos. Né benevolo né malvagio, la sua ambizione è di seminare ovunque la discordia alleandosi con chiunque possa aiutarlo, noncurante dei suoi obiettivi. Egli è spesso una fonte di guai per il reame di Seido (meglio conosciuto come Orderrealm), dove ha stretto un'alleanza con il rivoluzionario Darrius, considerato un eroe dal popolo del Regno del Caos. Nutre invece una avversione per il Re dragone Onaga, il quale ha arruolato degli agenti di Seido, tra i quali Hotaru.
Havik appare con il viso e altre parti del corpo scarnite, come una sorta di zombie, e indossa un'armatura nera e cremisi dai particolari asimmetrici, così voluta dai disegnatori affinché accentuasse la natura caotica del personaggio.
In Mortal Kombat: Deception, in vista del ritorno di Onaga, Havik gli si oppone in quanto percepisce i suoi piani di unire i Kamidogu (dei potentissimi artefatti investiti di un grande potere) come una minaccia per "l'infinito ciclo della vita", da lui considerato il naturale e caotico scorrere degli eventi. Nel suo cammino, incontra Kabal, mortalmente ferito dopo lo scontro con il Drago Rosso Mavado pur non volendo lui avere più nulla a che fare con la criminalità. Dopo averlo rimesso in sesto, Havik convince Kabal a ripristinare la gloria del Drago Nero, una volta fondato nel nome dell'anomia. Successivamente, Havik si dirige alla volta dell'Outworld, affiancato da Kabal e le sue reclute Kobra e Kira. Dopo che il Re dragone viene sconfitto, Havik distrae i suoi alleati di turno così da poter consumare il cuore della creatura, guadagnandone la facoltà di resuscitare i dipartiti.
In Mortal Kombat: Armageddon, Havik si coalizza con Sheeva, Kintaro ed altri demoni intenzionati a rovesciare il regno di Shinnok. Ma il dio decaduto riesce a salvare il suo recalcitrante regno servendosi del principe Taven.
Riappare anche nei fumetti di Mortal Kombat X, nei quali appare come uno dei principali antagonisti.

### Hotaru
Potente guerriero dell'Orderrealm incaricato di sconfiggere tutte le armate tarkatan dell'Outworld. Hotaru viaggia nell'Outworld per sfidare le ondate Tarkata di Shao Kahn, situate nella città di Lei Chen. Anni dopo, però, queste forze passano sotto il controllo di Onaga, il Dragon King. Sperando che il nuovo leader redivivo possa riportare l'ordine nei reami, lui aiuta Onaga e le sue armate nei loro attacchi, e perseguita tutti quelli che gli sbarrino la strada, compreso lo stesso Sub-Zero. Durante il Deception, Hotaru viene incaricato di giustiziare il Gran Capo del Lin Kuei, lo stesso Sub-Zero, prima di Onaga. Hotaru, però, non sa che ha una taglia sulla sua testa. Dairou, per cui Hotaru aveva in passato lavorato come guardia del corpo, ora è stato incaricato per massacrarlo.

### Kira
È stata la prima recluta di Kabal del nuovo clan del Dragone Nero. A differenza del suo commilitone Kobra, violento e impulsivo, ha un atteggiamento più razionale.
In Mortal Kombat: Deception, Kira è una giovane donna senza famiglia ma con grandi doti, che per guadagnarsi da vivere traffica armi nelle montagne dell'Afghanistan, travestita da uomo. Durante una di queste operazioni però, il suo genere viene rivelato mentre è all'interno di una cava, e non ha altra scelta se non combattere per trovare una via d'uscita. Alla fine ne esce vittoriosa e risalendo la cava incontra Kabal, il quale aveva atteso fuori per vedere chi sarebbe stato il vincitore. Egli aveva infatti deciso di ricostituire il Dragone Nero e, osservando le abilità della donna, decide di reclutarla. Kira accetta e inizia a dedicarsi alla sua nuova organizzazione.
In Mortal Kombat: Armageddon, Kira e il suo clan si recano verso la piramide. Nel frattempo, il principe Taven trova lei e Kobra a guardia di un ponte nella giungla Botan, vicino alla roccaforte del Dragone Nero. Mentre Kobra tiene testa a Taven, Kira scappa con Kabal per riorganizzarsi.

### Kobra
Kobra è un ragazzo molto ambizioso, che si cimenta in diverse arti marziali. La sua brama di nuove sfide e la sua natura violenta lo portano ad uccidere i suoi avversari, e alla fine decide di arruolarsi nel clan del Drago nero, capeggiato da Kabal. Kobra appare come un giovane uomo sulla ventina di anni di età, dai capelli lunghi e biondi e gli occhi azzurri, con addosso una divisa da lotta orientale, simile al Kimono utilizzato nel Karate. Nel suo capitolo di esordio, le armi di Kobra sono dei bastoni pan fa, mentre nel capitolo Armageddon, sono una coppia di machete.
In Mortal Kombat: Deception, a Kobra piaceva mettere alla prova la sua abilità come lottatore, ma una volta ucciso per la prima volta una persona, egli perde il controllo, è diviene ossessionato dal omicidio, tanto che finisce presto ricercato dalla legge. Kabal, accortosi del suo potenziale, neutralizza gli agenti che lo stavano scortando in carcere, lo recluta nel nuovo clan del Dragone Nero e lo porta ad Outworld, dove si stava preparando un assedio al Re Dragone. L'impazienza di Kobra aumentava: egli voleva unirsi alla lotta, ma Kabal lo teneva indietro. Loro non dovevano attaccare finché gli eroi non avessero vinto. Nel suo finale, una volta sconfitto il Re Dragone, Kabal dà l'ordine di attaccare i vincitori. Il nuovo clan del Dragone Nero trucida il gruppo, e Kobra inizia a capire quanto gli piacesse uccidere per il Dragone Nero.
Mortal Kombat: Armageddon, quando la piramide di Blaze di erge dal sottosuolo, il clan del Drago Nero e approfitta per raggiungere la creatura e assorbirne i poteri.
In Mortal Kombat X, nella nuova timeline, in uno dei dialoghi introduttivi fra Kano ed Erron Black, veniamo a sapere che è morto per mano di quest'ultimo.

### Onaga
Millenni addietro, Onaga, conosciuto come il Dragon King, era il sovrano dell'Outworld. Egli anelava alla vita eterna e ordinò che l'ultimo uovo di drago esistente fosse portato a lui, sperando che il sangue di un drago neonato potesse garantirgli l'immortalità. Tuttavia morì prima che vi riuscisse. Shao Kahn, uno dei suoi uomini fidati, lo aveva avvelenato per prendere il suo posto di imperatore dell'Outworld. L'esercito di Onaga, che era considerato invincibile poiché il dragone era in grado di resuscitarli infinite volte, fu come mummificato e di conseguenza dimenticato insieme al Dragon King.
Anni dopo la vittoria di Liu Kang contro Shang Tsung, Shujinko pose Blaze a guardia dell'uovo dove risiedeva Onaga. In seguito, l'Alleanza Mortale formata da Quan Chi e Shang Tsung fece resuscitare l'esercito di Onaga. Il loro piano era quello di conquistare l'Outworld e tutti gli altri reami. Durante i vari scontri l'uovo si schiuse e l'energia sprigionata trovò casa nel corpo di Reptile, così Onaga poté rigenerarsi e recuperare i propri poteri, grazie anche all'azione di Shujinko.
Proprio mentre il suo esercito stava per ricevere gli ordini da Quan Chi, Onaga irruppe e neanche l'attacco combinato di Raiden, Quan Chi e Shang Tsung fu sufficiente a fermare il Dragon King; Raiden fece così un ultimo sacrificio, autodistruggendosi rilasciando la sua essenza divina, ma riuscì solo a distruggere l'esercito, non Onaga che ora era giunto anche in possesso del medaglione dello stregone Quan Chi.
Fu allora che Shujinko, che si era reso conto di essere stato ingannato da Onaga, agì. All'insaputa del dragone, l'anziano guerriero aveva assorbito l'essenza di vari combattenti e riesce a distruggere tutti i Kamidogu. Proprio quando Shujinko stava per sferrare il colpo di grazia, l'anima di Onaga viene trascinata nel Netherrealm, dove viene intrappolata da Nightwolf. Tuttavia l'anziano dio Shinnok trovò l'anima intrappolata e gli propose il trono dell'Outworld in cambio del suo aiuto per fuggire; Onaga accettò.
Shinnok rivelò a Onaga che la sconfitta di Blaze gli avrebbe dato ancora più potere e gli consiglia di allearsi con Quan Chi, Shang Tsung e Shao Kahn per riuscire a battere l'enorme mostro di fuoco. Ad Onaga l'idea non piace ed accetta solo per farsi aprire il portale per tornare nell'Outworld; una volta lì fa piazza pulita degli altri guerrieri e affronta Blaze. Dopo aver sconfitto Blaze, Onaga ritorna ad essere l'imperatore dell'Outworld e ordina a Shang Tsung e Quan Chi di tenere vivo, ma in fin di vita, Shao Kahn e di torturarlo per l'eternità come pena per averlo tradito.

### Shujinko
Il presunto campione degli Anziani Dei, egli è un uomo anziano che lotta per porre rimedio ai suoi sbagli, e ristabilire l'equilibrio dei vari regni causati da essi.
Molto tempo fa, quando era ancora un ragazzo, venne raggiunto da un'entità che diceva di chiamarsi Damashi, che era un messaggero degli Elder Gods per cercare un mortale capace di sfidare gli Dei. Alla sua risposta affermativa, Damashi gli disse la missione da compiere: prendere tutti i 6 Kamidogu negli altrettanti reami: Earthrealm, Netherrealm, Chaosrealm, Orderrealm, Outworld ed Edenia. Poi gli instillò un'abilità che consisteva nell'assimilare le abilità di tutti i guerrieri che incontrava.
Questi andò per primo nell'Earthrealm, dove raccolse il Kamidogu con facilità; poi andò nel Netherrealm, dove risolse una rivalità tra Ashrah ed Ermac. Nel Chaosrealm combatté a fianco di Havik contro un esercito di Seidan. Nell'Outworld, Shujinko sconfisse Baraka e poi Shao Kahn. Nel reame di Seido, aiutò Darrius ad indagare sulla resistenza Seido, poi lui esiliò Hotaru e la resistenza. Viaggiarono poi insieme nell'Outworld e ristabilirono insieme una città dopo averla difesa dalla specie Tarkatan. In Edenia, infine, difese Sindel da un attacco di Shao Kahn.
Quando lui raccolse tutti i 6 Kamidogu, si presentò a Nexus per presentare i Kamidogu agli Elder Gods, ma intervenne Onaga, che si era rivelato Damashi e si prese i Kamidogu per sé, in modo così da ritornare re dell'Outworld nel tentativo di ottenere il potere supremo, necessario per ricreare i reami a sua immagine.
Shujinko, resosi conto dell'errore commesso, decide di vendicarsi. Viaggia nell'Outworld, dove, dopo varie vicissitudini, incontra i guerrieri della terra precedentemente morti in Mortal Kombat: Deadly Alliance, e con l'aiuto di Ermac, rinsana i guerrieri, poi assorbe le sue abilità aggiungendole alle sue. Lui poi si scontra con Onaga, e finalmente, dopo aver distrutto tutti i Kamidogu che davano il potere al Dragon King, riesce ad ucciderlo; l'anima del re Dragone viene poi intrappolata dallo sciamano Nightwolf, che lo intrappola nel Netherrealm.
Ma mentre Shujinko scopre che Onaga era Reptile trasformato, sopraggiunge Raiden, dio del fulmine ora corrotto a causa del suicidio invano; Raiden ha intenzione di schiavizzare Shujinko per tutti i suoi errori, ma Shujinko riesce a scampare.
Shujinko viene considerato l'eroe dell'Outworld, poi, dopo un po' di tempo, Kitana vuole incontrarlo nel castello di Shao Kahn, poiché gli Edeniani hanno respinto l'esercito di Reiko. Kitana gli dice che vuole sorvegliare lo spirito di Liu Kang, visto che ancora non si è unito al suo corpo. Un giorno però Mileena arriva, lo cattura per volere dello stesso Shujinko e lo porta nelle segrete di Shao Kahn. In Mortal Kombat Armageddon, Taven lo libererà, e Shujinko gli spiegherà che si era fatto rapire apposta solo per conoscere maggiormente i nemici ed i loro piani; detto ciò Shujinko se ne va.
Appare anche in Mortal Kombat X come cameo nel finale di Cassie Cage, dove viene ucciso da quest'ultima.

## Personaggi introdotti inMortal Kombat Armageddon

### Daegon
Daegon è il fratello malvagio di Taven, e sono entrambi figli di Argus, dio di Edenia, e della profeta Delia. Nonostante l'apparenza, Daegon è il fratello minore di Taven.
A differenza dell'altro, Daegon si sveglia prima dall'incubatrice del drago, a causa di un errore del guardiano Caro. Daegon diventa per questo instabile e una volta saputo di Blaze, richiede l'aiuto di Shinnok, che gli mente, dicendogli che i suoi genitori stanno favorendo il fratello. Daegon li uccide, per poi formare il Clan del Dragone Rosso. Successivamente utilizza il dna di Caro, che ha imprigionato, per creare degli ibridi drago-umani, e utilizza i poteri del dragone per creare dei portali e trasportare il Clan ovunque egli voglia. Per la ricerca di Blaze sono necessarie le armi (Drakeswords) e le armature di Edenia, ma quando Daegon arriva nel punto in cui queste sono custodite, prende entrambe le spade, anche quella destinata al fratello.
Quando anche Taven si sveglia dal suo sonno, Daegon usa le sue truppe per sbarazzarsi del fratello. Taven insegue Daegon giù nel Netherrealm (il Regno Occulto), ma questo riesce a sfuggirgli grazie all'aiuto di Shinnok. Alla fine entrambi i fratelli raggiungono Edenia, dove combattono per il diritto a fronteggiare Blaze. Prima dello scontro Daegon rivela l'omicidio dei genitori a causa del favoritismo verso il primogenito. Tuttavia viene sconfitto da Taven, che ha così via libera di affrontare Blaze.

### Taven
Il futuro sovrano del regno dell'Outworld e fratello maggiore di Daegon, egli vige invece per l'ordine, e adopera una reggenza democratica. Taven fa la sua prima apparizione in Armageddon e la storia ruota attorno a una competizione tra quest'ultimo e suo fratello Daegon, stabilita dal loro padre per salvare il regno da Armageddon. Essi furono inviati nell'Earthrealm e tenuti in incubazione da due draghi, Caro e Orin, fino a quando Blaze non ordinasse il loro risveglio affinché la ricerca abbia inizio. Il loro compito è quello di trovare e sconfiggere Blaze. Il vincitore avrebbe succeduto il padre, diventando un Dio pieno, nonché Protettore della Edenia. Inoltre avrebbe anche deciso la sorte del resto dei combattenti. Quando Taven viene rilasciato dal suo drago, Ori, scopre che Daegon era stato risvegliato prematuramente secoli fa e che suo fratello è diventato corrotto durante questo lungo periodo. Caro, il drago di Daegon, gli rivela che il fratello aveva ucciso i loro genitori e formato il clan del Dragone Rosso, al fine di individuare Blaze al più presto possibile, così da eliminare la concorrenza: suo fratello.
Alla fine, Taven affronta Daegon in battaglia e ne esce vittorioso, battendo il fratello. Si forma così la Piramide di Argus e il destino di Taven è quello di combattere percorrendo la strada verso l'alto; Taven raggiunge finalmente la fine della sua missione per salvare il regno e decidere la sorte degli altri combattenti.
Taven appare nei finali di Takeda Takahashi e Kenshi in Mortal Kombat X, lasciando spazio ad un possibile futuro ritorno del semidio nella saga. A causa degli eventi modificati da Raiden in Mortal Kombat 9, l'Armageddon è stato scongiurato, quindi Taven continua il suo sonno. Viene però liberato dalla stalagmite, ove era tenuto in incubazione, da Takeda e Kenshi grazie all'aiuto del drago Caro. I due gli rivelano che suo fratello Daegon ha fondato un'organizzazione criminale chiamata "Dragone Rosso", macchiandosi di molti crimini, fra cui l'omicidio dei suoi stessi genitori e quello di Suchin, la madre di Takeda. Taven stringe alleanza con i due, ed insieme distruggono sia il “Dragone Rosso” che Daegon, portando a termine la loro vendetta.

## Personaggi introdotti inMortal Kombat 9

### Skarlet
Personaggio scaricabile, Skarlet è una guerriera di cui si conosce poco.

### Tremor
Tremor è un dominatore della terra, nonché un membro del Dragone Nero. È apparso per la prima volta in Mortal Kombat: Special Forces come boss; la sua prima apparizione come personaggio giocabile è in Mortal Kombat IX nella speciale torre delle sfide per PSVita. Poi compare in seguito come DLC per Mortal Kombat X, diventando ufficialmente un personaggio giocabile.
Egli è un ninja e la sua abilità particolare è la manipolazione della terra e derivati, con la quale fa tremare e uccide gli avversari. Si presenta in come un grosso uomo muscoloso con busto e braccia rocciose, di carnagione chiara. È molto più alto e corpulento degli altri ninja, raggiungendo quasi Goro e superando Kotal Kahn.
Si sa poco sulla biografia di Tremor; in Mortal Kombat: Special Forces lo si vede scappare insieme a Tasia, No-Face e Jarek da un carcere di massima sicurezza dopo che sono stati liberati dal capo del Dragone Nero Kano, dove lui e gli altri fuggitivi vengono incaricati di rubare "l'Occhio di Shitian", un potente artefatto che permette di viaggiare tra i regni. Il ninja marrone viene sconfitto e ucciso dall'agente delle forze Speciali Jax Briggs dopo una devastante battaglia.
In Mortal Kombat IX Tremor è presente in tre sfide: la prima lo vede fronteggiare Kano, per vendicarsi di quest'ultimo che lo aveva lasciato marcire in prigione per tanto tempo; la seconda sfida riprende la fatidica battaglia tra lui e Jax Briggs, la differenza è che i ruoli sono invertiti; infatti da un breve dialogo si capisce che era proprio Tremor a cercare Jax e sarà il ninja a sconfiggere l'agente delle forze speciali; nella terza sfida Tremor si ritroverà a fronteggiare tre classici ninja di Mortal Kombat: Scorpion, Sub-Zero ed Ermac che lo insulteranno chiamandolo "rumor", dato che non era mai stato confermato come personaggio ufficiale.
In Mortal kombat X Tremor è stato rilasciato come personaggio DLC il giorno 21 luglio 2015 dentro al "Kombat Pack" e venduto separatamente il 28 luglio 2015. Nel suo finale Kano manda Tremor e il resto della sua squadra nel "Regno dei Sogni" a recuperare una psicobomba, la quale avrebbe facilitato a rubare l'amuleto di Shinnok. L'esposizione a quel regno ha aumentato il potere e allargato la mente del ninja fino a farlo diventare un "elementare della terra", un semidio in grado di affrontare Raiden e Fujin.
Nel fumetto di Mortal Kombat X Tremor annuncia la presenza del Dragone Nero sbattendo il suo pugno nel terreno del palazzo di Z'Unkahrah, ormai distrutto, causando un terremoto e attirando l'attenzione del nuovo Imperatore del Regno Esterno, Kotal Kahn. Tremor e il resto del Dragone Nero si alleano al Regno Esterno così da confrontarsi con l'esercito degli Shokan, intervenuto per vendicare l'umiliazione di Goro per mano dello stesso Kotal Kahn. Dopo che Kintaro rifiuta di negoziare con l'Imperatore, Kano manda Tremor da solo per affrontare l'armata; poggiando le mani sul suolo, Tremor causa un enorme terremoto che ferisce la maggior parte dell'esercito e, approfittando del caos, Kano lancia una testata nucleare in miniatura con cui elimina più della metà delle forze Shokan. Dopo la resa di Kintaro, Tremor è affiancato da Tasia e Jarek, mentre Kano cerca di negoziare con Kotal Kahn. L'Imperatore del Regno Esterno, però, si rende conto che Kano possiede un manufatto che è in grado di creare portali per altri reami, e attacca il criminale leader del Dragone Nero per entrarne in possesso. Tremor allora minaccia Kotal Kahn di distruggere l'edificio se non lascia andare Kano, ma viene colpito alle spalle e alle braccia da Sonya Blade. Viene così arrestato e portato nelle segrete dell'Imperatore, insieme agli altri membri del Dragone Nero.

## Personaggi introdotti inMortal Kombat X

### Cassie Cage
Una soldatessa umana, figlia di Johnny Cage e Sonya Blade. Cassie ha un'energia verde, potere dei suoi antenati che si attiva quando chi si ama è in pericolo, proprio come era accaduto al padre Johnny.
La sua prima apparizione è in Mortal Kombat X è a capo delle forze speciali per salvare la terra da Shinnok. Di seguito durante l'invasione del Dio Anziano, Cassie riuscirà a salvare la terra come fece suo padre.

### D'Vorah
D'Vorah è una Kytinn, una specie di insetti coloniali che vivono all'interno di corpi umanoidi. Dall'alto delle isole Arnyek, quando il suo reame fu invaso da Shao Kahn, lei scelse di servire l'imperatore per evitare di diventarne un suo schiavo. Al momento di Mortal Kombat X, serve come braccio destro e consigliere di Kotal Kahn, nuovo imperatore del Regno Esterno nella seconda linea temporale, e lo assiste nella guerra civile contro Mileena.
L'affinità insettofila di D'Vorah le dona il controllo su molti tipi diversi di insetti alati e grosse larve, che può usare per vari scopi, da attacchi offensivi alla cura delle ferite. I suoi arti aggiuntivi fungono da pinze letali che può usare in combattimento e volare per un breve periodo di tempo. D'Vorah è anche uno dei pochi personaggi, se non l'unico, a possedere un fattore rigenerativo, come mostrato nel fumetto di Mortal Kombat X, dove, dopo essere stata strappata in due da un posseduto Reiko (tramite il potere del Dio Sangue), è riuscita a rigenerarsi tramite il suo sciame d'insetti.
Durante un flashback ambientato nel torneo di Shao Kahn nel Regno Esterno, D'Vorah era a capo di un trasporto di monaci Shaolin presi in ostaggio, aiutata da Baraka e dai suoi Tarkata. Raiden, Liu Kang e Kung Lao intervennero, sconfissero Baraka e D'Vorah e liberarono i prigionieri. Tempo dopo la morte di Shao Kahn, si vede D'Vorah aiutare Kotal Kahn (allora Ko'atal) a deporre Mileena, che D'Vorah in precedenza serviva, e uccidere in persona Baraka, braccio destro della figlia stessa di Shao Kahn.
Nel presente, D'Vorah agisce come Primo Ministro ed emissario di Kotal Kahn, e lo difende da Mileena e dalla sua fazione ribelle, che cerca di reclamare il trono con l'aiuto di Kano che tenta di fare il doppio gioco a favore di Mileena.
Poco dopo, arriva una spedizione formata da Cassie Cage, Jacqui Briggs, Takahashi Takeda e Kung Jin. Inizialmente dubbiosa sulla squadra, D'Vorah accetta l'ordine di Kotal Kahn di allearsi con loro a seguito della sconfitta dell'imperatore per mano di Kung Jin. Una volta che, sulla Terra, le Forze Speciali riescono ad estorcere da Kano le informazioni sull'amuleto di Shinnok, il gruppo si dirige verso la Giungla Kuatan, dove Mileena, in possesso dell'amuleto, si è rifugiata. All'arrivo alla giungla, il gruppo incontra Rain e Tanya a protezione di Mileena. D'Vorah sconfigge prima i due, e poi Mileena, e il gruppo recupera l'amuleto. Di ritorno alla corte dell'imperatore, D'Vorah, col permesso di quest'ultimo, giustizia Mileena con un bacio della morte, con il quale numerosissimi insetti divorano il viso di Mileena dall'interno, uccidendola.
Kotal Kahn, però, imprigiona i quattro terrestri e gli strappa di mano l'amuleto, la cui protezione viene affidata a D'Vorah. In seguito, D'Vorah si rivela essere una seguace di Quan Chi, per conto del quale ha agito come spia da anni. D'Vorah elimina così le guardie che trasportano l'amuleto, che D'Vorah ruba e porta a Quan Chi. Ma quando arriva sulla Terra, lo trova sul punto di essere ucciso da Scorpion, ora umano e tornato a essere l'Hanzo Hasashi che era prima di morire. Sebbene arrivi troppo tardi per salvarlo, Quan Chi riesce miracolosamente a pronunciare la formula magica che risveglia Shinnok liberandosi dall'amuleto.
Morto Quan Chi, D'Vorah si mette al servizio di Shinnok, e lo accompagna al Tempio Celeste, dove immobilizza Johnny Cage in una gabbia dove è destinato a essere lentamente divorato dagli insetti. La figlia Cassie arriva, mette fuori gioco D'Vorah e sconfigge il corrotto Shinnok. A seguito della sconfitta del folle Dio Anziano, Sonya Blade ordina alle Forze Speciali di arrestare D'Vorah, priva di sensi, oltre che a catturare altri possibili alleati di Shinnok.

### Eron Black
È un pistolero del XIX secolo che la magia di Shang Tsung ha reso immortale; è originario del regno della Terra ma serve Kotal Kahn che è del Regno esterno. In passato lavorava per il Dragone Nero. È molto bravo con le pistole e con il fucile.

### Ferra/Torr
Una coppia simbiotica, composta da Ferra, una ragazzina, leader del duo e Torr un imponente lottatore, muto, obbedisce e protegge, descritto anche come cavalcatura di Ferra.
Ferra adulta è anche una lottatrice Kameo in MK1, Kombat Pack 1 (2023)

### Jacqui Briggs
Figlia di Jax Briggs, è apparsa per la prima volta in Mortal Kombat X. Jacqui è una ragazza afroamericana dal fisico snello, gli occhi marroni e i capelli castani lunghi che tiene a coda di cavallo. Nei fumetti, i suoi abiti civili consistono in una t-shirt bianca con pantaloni neri o pantaloncini viola. Nel gioco, Jacqui indossa un'armatura standard delle Forze Speciali, con tanto di sistema di camuffaggio e una cintura. Indossa anche dei guanti meccanici capaci anche di lanciare dei mini-razzi, che ricordano i bracci meccanici del padre.
Amica di Cassie Cage, Jacqui Briggs è la figlia di Jackson Briggs e Vera Briggs. Dopo che Jax venne riportato allo stato umano da parte delle Forze Speciali, che lo liberarono dalla schiavitù imposta da Quan Chi, Jax divenne molto protettivo nei confronti della figlia Jacqui, volendo che vivesse una vita normale. Questa, invece, divenne una kickboxer professionista, e finì per competere nelle Olimpiadi Junior, per poi iscriversi a un campo di addestramento. Nonostante suo padre non approvi la sua decisione di unirsi alle Forze Speciali, Jacqui lo vede come un dovere di proteggere la Terra per vendicare la sofferenza subita dal padre per mano dello stregone Quan Chi.
Anche se contenta della compagnia di Cassie, Jacqui è spesso molto seria, e certe volte si comporta anche come la luce della ragione quando le due litigano, anche perché non sempre sopporta il carattere da testa calda dell'amica. Di recente, sembra essersi innamorata di Takeda Takahashi, figlio di Kenshi e apprendista di Scorpion.

### Kotal Kahn
Un "dio del sole" ispirato dal dio della guerra azteco Huitzilopochtli, nuovo imperatore dell'Outworld dopo gli eventi di Mortal Kombat (2011). Incredibilmente alto, ha la pelle blu e le sclere azzurre (prive di iridi e pupille), ed è di corporatura robusta e molto muscolosa.
Kotal Kahn è un guerriero del reame di Osh-Tekk, di cui era sovrano il padre Kotal K'etz prima che il reame si fondesse con l'Outworld. Come Osh-Tekk, egli è l'ultimo della sua specie, ma è considerato un dio tra i Maya, che lo hanno nominato "Buluc" (nome completo Buluc Chabtan), il loro dio della guerra. Dopo la morte di Shao Kahn, egli divenne il sovrano del Regno Esterno, usurpando Mileena dopo che si era in precedenza prestato ai suoi servigi. Kotal Kahn appare sempre serio e ligio al proprio dovere di imperatore, e a differenza dei precedenti sovrani del Regno Esterno, non è interessato alla conquista di altri reami, conservando invece un atteggiamento neutrale nei loro confronti, e preferisce piuttosto occuparsi degli affari interni e consolidare il proprio potere. Per questa ragione, egli si oppone fortemente alla liberazione di reami che già sono sotto dominio dell'Outworld, credendo giustamente che un Regno Esterno unito e stabile sia più forte contro i suoi nemici.
Come Osh-Tekk, Kotal Kahn è incredibilmente potente, in quanto possiede una forza sovrumana che lo rende capace di spaccare una testa con facilità, oltre che a combattere con la sua grossa spada Macuahuitl con una mano sola. Sempre come Osh-Tekk, egli può potenziarsi dalla luce del sole per rinforzarsi e guarire le sue ferite, ma anche indirizzarlo contro i suoi nemici per infliggergli danno, o addirittura potenziare le sue armi per fare danni maggiori. In Mortal Kombat 11 possiede anche l'abilità di trasformarsi in un giaguaro nero (con indosso ancora il suo abbigliamento) per attaccare i suoi nemici a distanza. Con il Kamidogu dell'Outworld, egli può invocare la Magia del Sangue (Blood Magik) per rinforzarsi ulteriormente, così come le sue abilità relative alla luce del sole. Nel suo stato di Dio del Sangue, è stato in grado di evocare un intenso raggio di fiamme solari dalla nuvole evocate da Rain, oltre che a sopraffare Goro e a strappargli le braccia con la sola forza delle mani. Il suo potere è quindi facile da confrontare con quelle di un dio per gli umani della Terra. Come tutti gli altri Osh-Tekk, è fisicamente indebolito quando privato della luce del sole, e incapace di evocare il suo potere. Kotal Kahn è anche capace di teletrasportarsi in una nube di fumo e fiamme, seppur non sia un elemento del gameplay.

### Kung Jin
Apparso per la prima volta in Mortal Kombat X, è il cugino di Kung Lao e viene sollecitato da Raiden a unirsi all'Ordine del Loto Bianco.

### Takeda Takahashi
Da bambino, Takeda visse una vita normale in Thailandia con sua madre, Suchin, nonostante suo padre non sapesse della sua esistenza. Dopo che sua madre fu uccisa dal Dragone Rosso, fu affidato a Hanzo Hasashi (Scorpion, tornato umano dopo la sconfitta di Quan Chi) quando suo padre se ne andò per vendicare la sua morte.
Anche se gli sono insegnate le vie di un guerriero, Takeda aveva originariamente una natura timida e non prendeva sul serio il combattimento. Tuttavia, dopo che la più recente iterazione dello Shirai Ryu è stata sradicata, diventa più serio e continua ad aiutare il suo maestro, non solo nelle missioni ma anche impedendogli di cedere alla sua forma spettrale. Dopo molti anni, Takeda completò la sua formazione con Scorpion e, su sollecitazione sia del suo mentore che del padre che tornò per lui, si unì a una nuova squadra formata dalle Forze Speciali dedicate alla protezione della Terra. Costituito da una nuova generazione di eroi, come Kung Jin, Cassie Cage e Jacqui Briggs, Takeda ha sviluppato una grande amicizia con tutti i componenti della sua squadra. Takeda ha anche una relazione romantica con Jacqui Briggs. Alla fine dimostra il suo eroismo e coraggio quando affronta tutti i Revenants (insieme a Jacqui) al Tempio Celeste, sede dei monaci Shaolin, in modo che il resto della sua squadra possa fermare Shinnok, nonostante le sue ferite. Takeda ha dimostrato di prendere sul serio le sue battaglie, ma durante questo periodo commette delle falle in termini di buonsenso. Esprime grande lealtà nei confronti dello Shirai Ryu, mentre continua a indossare una fascia gialla-arancione per mostrare il suo legame con il clan e combatterà chiunque minacci il suo clan. Ha persino affermato che gli Shirai Ryu sono la sua famiglia. Pur non avendo fiducia in Hanzo all'inizio in quanto questi era uno spettro, Takeda diventa immensamente leale al suo maestro nel corso degli anni e vede Hanzo come una figura paterna. D'altra parte, sebbene Kenshi sia suo padre, Takeda inizialmente non si fidava di lui e preferiva non parlarne al riguardo.

### Triborg
È l'ultimo prototipo della Cyber Initiative del clan Lin Kuei, in gioco riesce ad eseguire i software (o anime):
1. LK-7T2 (Smoke)
2. LK-9T9 (Sektor)
3. LK-4D4 (Cyrax)
4. LK-52O (Cyber Sub-Zero)

Prima della morte del Gran Maestro Lin Kuei, Triborg faceva partecipare tutti i membri del clan a dei test e, a loro insaputa, erano tutti segretamente registrati per conservare i loro dati in una posizione nascosta. Dopo che Sub-Zero uccise Sektor e sconfisse da solo il Cyber Lin Kuei, le Forze Speciali trovarono la memoria segreta dei dati e tentarono di trasformarlo in un corpo di prova in un laboratorio. Durante questo processo, le coscienze di Sektor, Cyrax, Smoke e Cyber Sub-Zero si fusero insieme. Questa coscienza, dando a se stessa il titolo di Triborg, uccise ogni membro delle Forze Speciali nel laboratorio e fuggì. Ora la sua missione è quella di trovare e distruggere ogni forma di vita organica, oltre a ristabilire la Cyber Initiative sotto il suo dominio del suo ordine Tekunin.

## Personaggi introdotti inMortal Kombat 11

### Cetrion
Cetrion è una Dea Anziana, sorella di Shinnok, e una delle divinità responsabili di averlo bandito nel Netherrealm. È anche la figlia di Kronika.
Durante gli eventi di Mortal Kombat 11, viene rivelato che Cetrion, proprio come Shinnok, era un agente dormiente di Kronika. Entrambi hanno giocato un ruolo intricato per eoni: mentre lei difendeva la Vita, la Virtù e la Luce, Shinnok difendeva la Morte, la Corruzione e l'Oscurità. I piani di Kronika erano che entrambi continuassero ad esistere, mantenendo così l'equilibrio di questi aspetti essenziali dell'universo.
Tuttavia, una volta che Raiden causò uno squilibrio enorme e irreversibile tra il bene e il male decapitando Shinnok - e quindi mettendolo fuori gioco per sempre - lei tradì i suoi compagni Dei Anziani, come aveva fatto suo fratello, per aiutare sua madre a creare una Nuova Era, un'epoca in cui lei e Shinnok avrebbero nuovamente messo i regni l'uno contro l'altro in una lotta eterna.
Il dominio di Cetrion riguarda la Natura e la Vita, ciò le permette di controllare gli elementi di Terra, Acqua, Fuoco, Aria e Luce. Anche se apparentemente potrebbe sembrare benevola, è prima di tutto leale a sua madre ed è perfettamente disposta a commettere atrocità (persino uccidere i suoi compagni Dei Antichi) se questo rientra nei desideri di Kronika. A questo proposito, Cetrion si dimostra ipocrita e altrettanto crudele quanto Shinnok.
Tuttavia, proprio come Kronika, le azioni di Cetrion non sono motivate dal dolore o dalla vendetta, ma da un concetto di equilibrio divino e relativista, che richiede fortemente che lei e suo fratello continuino a coinvolgere i regni nel loro conflitto, una visione fermamente contrastata da Raiden. Liu Kang nota che Cetrion, essendo l'Antica Dea della Virtù, si indebolisce seguendo la visione di Kronika, poiché si oppone direttamente allo stesso principio che dovrebbe difendere. Ciononostante, Cetrion crede che la più grande virtù sia rispettare la volontà di equilibrio di sua madre. Durante un combattimento, Liu Kang le dimostra che il suo cuore non è sufficiente per sostenere tale follia. Per questo motivo, è sottilmente implicito che lei - e forse Shinnok (considerando alcune introduzioni tra lei e Raiden) - potrebbero essere semplicemente marionette di Kronika stessa, ignari del loro vero scopo, in un disegno più grande.

### Geras
Servitore di Kronika, Geras possiede l'abilità di manipolare il tempo e le sabbie. Il suo controllo sul tempo comprende anche fermare lo scorrere del tempo, teletrasportarsi, riavvolgere il tempo e riprodurre le proprie azioni. Inoltre, la sua attitudine per la manipolazione del tempo gli dà un certo grado di immortalità. Come citato da Skarlet e da una delle sue intro pre-battaglia, Geras non è mai morto per davvero, anche perché può semplicemente riavvolgere il tempo e ritornare in vita. Sembra, tra l'altro, possedere un fattore di guarigione dato che può riparare perfino un osso del collo rotto. Non bastasse, stando a lui stesso, diventa più forte e intelligente ogni volta che ritorna in vita.
L'elemento della sabbia è un altro elemento che può controllare: può infatti indurire la sabbia per renderla dura come mura, tavoli e armi come martelli e spade. Può persino diventare intangibile trasformandosi in sabbia, rendendosi invulnerabile agli attacchi fisici. Può anche manipolare la terra in un modo simile a Tremor: ad esempio può evocare rocce per colpire i piedi dell'avversario e creare dei guanti metallici.

### Kollector
Apparso per la prima volta in Mortal Kombat 11, Kollector è un naknada, e in quanto tale, ha sei braccia, quattro dalle spalle e due più piccole dalla schiena e che sorreggono il suo zaino, oltre che a una corporatura snella ma tonica, la pelle blu e gli occhi arancioni. Il suo vestito è decorato con oggetti che sembrano sfoggiare la sua ricchezza.
Kollector è il collezionista di tributi indifferente e rapace di Shao Kahn, sotto il quale ha servito come esattore delle tasse (da qui il nome Kollector, cosa comune per la sua razza, dove spesso i membri della specie prendono il nome della professione che ricoprono). Nonostante sia sottomesso al suo padrone, è consumato dall'avidità, si prende cura solo della propria ricchezza e del proprio status ed è in grado di far fuori chiunque osi sfidarlo. Sebbene sia nato in povertà, anche perché i naknada sono sempre stati schiavi del Kahn (costruendo il Kolosseo e le altre cose), Kollector è stato in grado di acquisire abilità atte alla sopravvivenza e al profitto, fino a raggiungere la posizione che ricopre ora. Oltre a essere abile nel corpo a corpo, e a essere abbastanza forte da sollevare un'intera persona con solo due braccia, Kollector, non di rado, si destreggia nella magia, in quanto può teletrasportarsi, ricoprire le sue armi di fiamme azzurre e sparare delle fiamme verdi.

### Kronika
Kronika è il boss finale di Mortal Kombat 11. È un Titano, una divinità antecedente agli Dei Anziani, responsabile del mantenimento della linea temporale e dell'universo, madre di Shinnok e di Cetrion. Come tale, i suoi poteri sono incentrati sulla manipolazione dello spazio e del tempo. La modalità storia di Mortal Kombat 11 mostra i suoi sforzi per mantenere il conflitto tra il bene e il male riavviando la linea temporale e rimuovendo Raiden dalla storia. Sebbene Kronika riesca a riportare la linea temporale al suo inizio, viene distrutta dal Dio del Fuoco Liu Kang, che diventa il nuovo custode del tempo. Kronika ritorna nell'espansione Aftermath quando Shang Tsung torna indietro nel tempo per recuperare la sua corona, necessaria per controllare la linea temporale. Alla fine Shang Tsung la cancella dall'esistenza, mentre Shang Tsung o Liu Kang diventano i custodi del tempo, a seconda di chi il giocatore sceglie nella battaglia tra loro. Tuttavia, in Mortal Kombat 1 è rivelato che la lotta per il possesso della Clessidra tra Liu Kang e Shang Tsung ha lacerato il tessuto della realtà, creando un multiverso in cui i due rivali, insieme ai loro alleati e nemici, diventano vincitori e Titani Custodi del Tempo delle rispettive nuove linee temporali.
In Mortal Kombat 1, Shang Tsung titano si traveste da Kronika e si fa chiamare “Damashi” quando visita la nuova linea temporale di Liu Kang per fare da mentore alla sua controparte, insieme a Quan Chi, anch'egli Outworlder, per diventare i potenti stregoni che erano nelle linee temporali precedenti. In realtà, il Titano Shang Tsung manipola l'Alleanza Mortale della linea temporale di Liu Kang, Shao e successivamente Bi-Han per farli diventare cattivi come nelle linee temporali precedenti, per poi eliminarli insieme a tutte le vite di quella linea temporale prima di fonderla con la sua. Viene rivelato che il potere che Kronika possedeva, unito alla sua ossessione di trovare un equilibrio perfetto, la fece impazzire e fu responsabile della creazione dell'Alleanza Mortale, forgiando i destini di Shang Tsung e Quan Chi come potenti stregoni, cosa che in seguito si sarebbe ritorta contro non solo Kronika, ma anche contro l'intero reame. Originariamente sviluppata come divinità maschile, Kronika è nota come il primo boss femminile del franchise di Mortal Kombat.

## Personaggi introdotti inMortal Kombat 1

### Floyd
Floyd è un ninja di colore rosa che appare come boss segreto ingiocabile in Mortal Kombat 1. La sua combinazione di colori è un riferimento diretto alla band Pink Floyd. Simile a Reptile nel titolo originale di Mortal Kombat, così come a Smoke e Noob Saibot in Mortal Kombat II, viene combattuto dopo aver completato varie sfide e utilizza le mosse di tutti gli altri ninja maschi, proprio come Chameleon.

### Janet Cage
Debuttando come Kameo Fighter non giocabile in Mortal Kombat 1, Janet Cage è una variante femminile di Johnny Cage, proveniente da una linea temporale sconosciuta e scelta da Liu Kang nella seconda battaglia di Armageddon.

### Madam Bo
Debuttata originariamente come personaggio secondario nella modalità storia di Mortal Kombat 1, Madam Bo gestisce una casa da tè nella città natale di Raiden e Kung Lao, Fengjian, e li ha addestrati alle arti marziali fin da bambini. Il suo nome e il suo ruolo nella storia fanno pensare che sia la nuova versione di Bo' Rai Cho nella nuova linea temporale di Liu Kang. Quando ritiene che entrambi siano pronti per diventare campioni di Earthrealm, aiuta Sub-Zero, Scorpion e Smoke a metterli alla prova fingendosi morta dopo essere stata gettata dal balcone da Smoke per farli combattere contro i membri del Lin Kuei. Madam Bo riappare alla fine della modalità storia, servendo cibo e tè a Liu Kang, Johnny Cage, Kenshi, Raiden e Kung Lao, prima di lasciare il conto a questi ultimi quattro. In vari dialoghi precedenti ai combattimenti, viene rivelato che Madam Bo era un membro del Lin Kuei e che lei e Longwei, il maestro armaiolo del Lin Kuei, sono i genitori di Sektor. Nel contenuto scaricabile Khaos Reigns, appare come combattente Kameo non giocabile.

## Personaggi crossover
I giochi della serie hanno contenuto altre guest star.

### Alien
Entità aliena proveniente dalla serie cinematografica Alien, inserito come personaggio DLC crossover in Mortal Kombat X.
In realtà è solo il facehugger citato nella storia ad essere originale dalla serie cinematografica, questo riesce a fecondare un essere Tarkatan (vedi Baraka) dando vita a un nuovo ibrido originale di Xenomorfi. Nel gioco i personaggi dispongono di tre varianti:
1. Tarkatan, questa versione è la più somigliante a Baraka, con alcuni dei suoi attacchi;
2. Acido, versione più orientata alla classica creatura cinematografica;
3. Invocatore, (invocatrice) più simile a una giovane regina, di fatto ha la testa allargata, può richiamare gli xenomorfi classe droni e crea/invoca ovuli con facehuggers che attaccano.

Il Facehugger era già tra gli interessi degli sviluppatori in Mortal Kombat (2011) vedi Altro nella Kripta correlata.

### Conan il Barbaro
Il Cimmerio, personaggio DLC basato sui primi due film, ha le fattezze di Arnold Schwarzenegger, presente in Mortal Kombat 1.

### John Rambo
Un veterano del Vietnam, inserito come personaggio crossover in Mortal Kombat 11.

### Kratos
Protagonista della serie videoludica God of War, dio della guerra e cacciatore di dei (disponibile solo su PlayStation).

### Predator
È una entità aliena di razza Yautja proveniente dalla serie cinematografica Predator, inserito come personaggio crossover in Mortal Kombat X.

### RoboCop
Alex Murphy alias RoboCop, poliziotto cyborg tutore della legge, ha voce e fattezze di Peter Weller, inserito come personaggio DLC crossover in Mortal Kombat 11.

### Spawn
Protagonista dell'omonima serie a fumetti, inserito come personaggio crossover in Mortal Kombat 11.

### DC Comics
Oltre ai personaggi dell'Universo DC presenti in Mortal Kombat vs DC Universe, ci sono anche altri ospiti in altri videogiochi.

#### Joker
Un pagliaccio assassino, presente in Mortal Kombat vs. DC Universe e poi inserito come personaggio crossover in Mortal Kombat 11.

#### Peacemaker
Christopher Smith alias Peacemaker, è un "pacifista diplomatico" che crede talmente tanto nella pace da essere disposto a usare la forza bruta per raggiungere tale scopo. Ha fattezze di John Cena nel film The Suicide Squad - Missione suicida, è un personaggio DLC crossover in Mortal Kombat 1.

### Horror

#### Freddy Krueger
Apparso come personaggio speciale in Mortal Kombat IX, è un'entità che uccide le persone nei loro sogni, mentre dormono. Proviene dalla serie cinematografica Nightmare.

#### Ghostface
Billy Loomis alias Ghostface, serial killer della saga di Scream, qui si unisce al clan del Drago Nero. Inserito come personaggio DLC crossover in Mortal Kombat 1.

#### Jason Voorhees
Serial killer che indossa una maschera da hockey con dei poteri sovrannaturali, proveniente dalla serie cinematografica Venerdì 13. inserito come personaggio crossover in Mortal Kombat X.
È anche un costume di Kabal crossover in Mortal Kombat 11.

#### Leatherface
Serial killer armato di motosega proveniente dalla serie cinematografica Non aprite quella porta, inserito come personaggio crossover in Mortal Kombat X.

### Terminator
I Terminator sono una macchina androide inviata dal futuro da Skynet, sono i personaggi dell'omonima saga cinematografica.

#### T-800
Il T-800 ha le fattezze di Arnold Schwarzenegger in Terminator - Destino Oscuro, inserito come personaggio DLC crossover in Mortal Kombat 11.

#### T-1000
Il T-1000 ha le fattezze di Robert Patrick in Terminator 2 - Il Giorno del Giudizio, inserito come personaggio DLC crossover in Mortal Kombat 1.